# Тракай
Тра́кай (лит. Trakai), до 1940 — Тро́ки (бел. Трокі, пол. Troki) — город в Вильнюсском уезде, административный центр Тракайского районного самоуправления. Имеет статус курортной территории.
Площадь — 11,52 км². Части города: Старый город, Ужутракис, Науйясодис.

## География
Город расположен в 27 км к западу от столицы Литвы Вильнюса. Известен своим замком на острове между озёрами Гальве, Лука и Тоторишкес (с лит. — «Татарское»). Всего в окрестностях города насчитывается до 200 озёр. Озеро Гальве, на котором находится 21 остров, имеет глубину 46,7 м. Площадь озера — 3,88 км².

## История

### Название
Название города впервые было записано в летописях 1337 года на немецком языке как Тракен и происходит от литовского слова «тра́кас» (лит. trakas), что означает «поляна». Со времён Речи Посполитой город был известен как Троки или Новые Троки.

### История

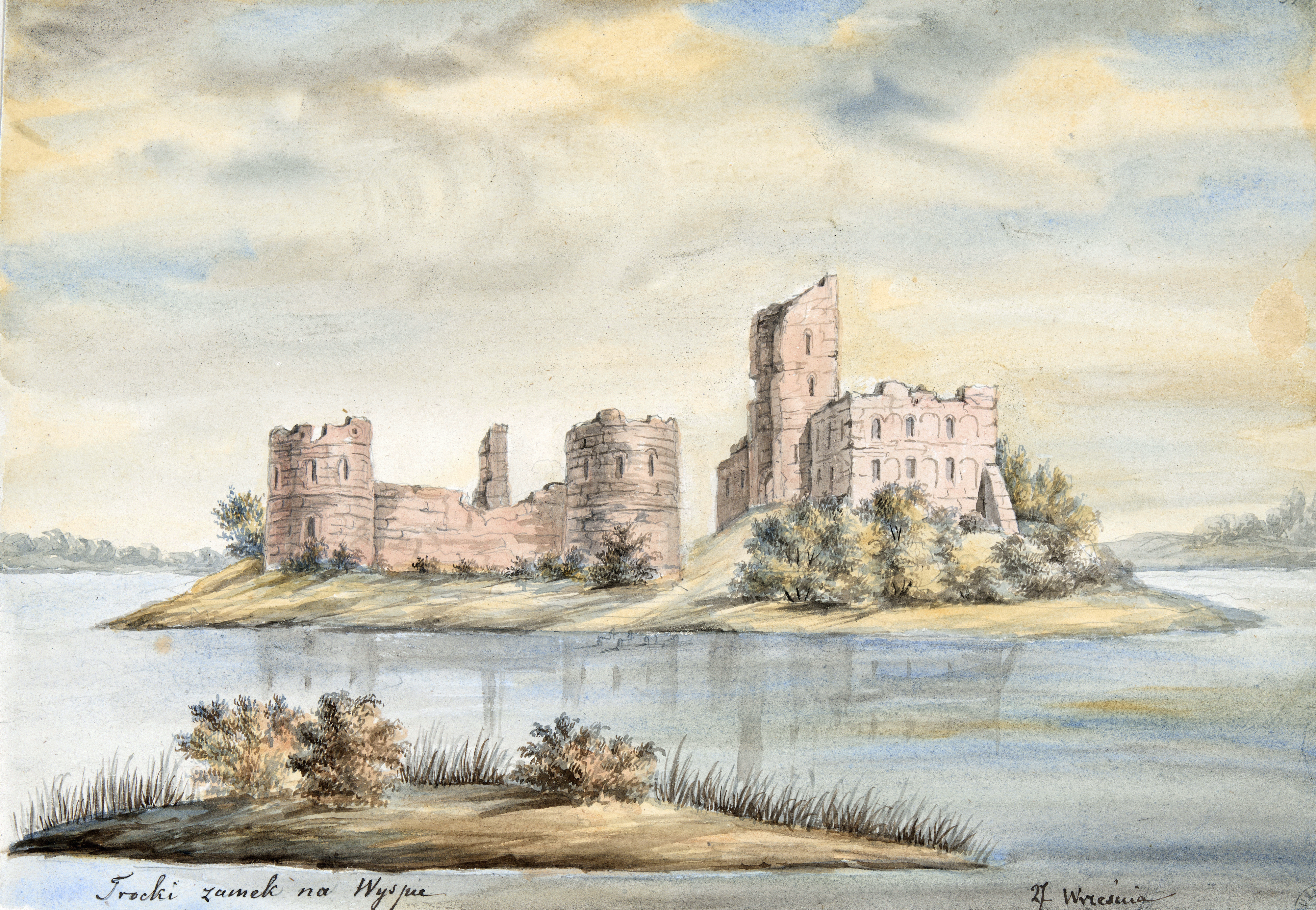
Руины островного замка на рисунке Наполеона Орды (1877 г.)

Старые Троки были основаны князем Гедимином в конце XIII века и с 1316 по 1323 гг. являлись столицей Великого княжества Литовского. По легенде Гедимин после успешной охоты обнаружил в лесу удобный холм и велел построить там замок и перенести туда столицу из Кернова (лит. Kernavė).
XIII и XIV вв. ознаменованы борьбой с рыцарями Тевтонского ордена. Во второй половине XIV века в Старых Троках был построен каменный замок, ставший временной резиденцией великого князя. На его месте во второй половине XIX века была воздвигнута церковь в неоготическом стиле. Рядом с ней сохранились развалины бенедиктинского монастыря.
Новые Троки, то есть современный город Тракай, впервые упомянуты в источниках в 1337 году. Когда князь Гедимин утвердился в Вильно (лит. Vilnius), Старые Троки перешли к его старшему сыну Кейстуту, при нём Старые Троки стали столицей Трокского княжества. Здесь в 1350 году родился будущий властитель Литвы — сын Кейстута, великий князь Витовт.
Витовт сделал Троки великокняжеской резиденцией, значительно расширил и укрепил оба замка. Здесь Витовт собирал и готовил войско к Грюнвальдской битве 1410 года. В 1409 году Витовт предоставил Новым Трокам магдебургские права (городское самоуправление). Город должен был платить великому князю дань, охранять и укреплять замки. В 1413 г. по Городельской унии Трокское княжество было преобразовано в Трокское воеводство.

Выехавши из Вильны, чтобы воротиться в Пруссию, проезжал я чрез Литву следующей дорогою. Прежде всего чрез один весьма большой в Литве город, называемый Троки (фр. Trancquenne) худо застроенный одними деревянными домами, и совершенно не обведённый стенами. Есть тут два замка, из которых один очень старый, построен совершенно из дерева и деревянного плетня, обведённого (дёрном). Этот старый замок находится с одной стороны на краю озера, с другой же стороны на открытом месте. Другой замок стоит среди иного озера, на пушечный выстрел от первого отстоящего: он есть совершенно новый и построен из кирпича на манер французский… Живёт в сказаном городе Троках и около него, в нескольких деревнях, весьма много татар, которые живут там семействами: это суть простые сарацины, совершенно не принимающие веры Иисуса Христа и говорящие особым языком, так называемым татарским. Живут также в сказанном городе немцы, литвины, русские и весьма много жидов; каждый из народов сих имеет свой особый язык.— Из записок рыцаря Жильбера де Ланнуа, посетившего Тракай в 1414 г.
В силу своего местоположения между озёр Новые Троки ещё в средние века столкнулись с проблемой расширения территории для развития города и в XVI веке окончательно потеряли политическое и экономическое значение. Во время нашествия русских войск на Вильну (1655) город был разграблен и сожжён, а замки разрушены. В XIX веке Новые Троки были обычным уездным городом — административным центром Трокского уезда Виленской губернии. В 1897 году в городе жило 3 240 человек. После Первой мировой войны Троки оказались в составе Срединной Литвы, затем в составе Польской Республики, с 1939 года — в пределах Литовской Республики.
В 1991 году учрежден Тракайский исторический национальный парк. 1996 году был утвержден действующий герб Тракай. 2008 г. городу предоставлен статус курортной зоны.

## Население
По данным переписи 2011 года из 4 933 жителей:
- 3 282 (66.53 %) — литовцы, 938 (19,0 %) — поляки, 438 (8,88 %) — русские, 71 (1,44 %) — белорусы, 67 (1,36 %) — караимы, 31 (0,63 %) — украинцы, 29 (0,59 %) — татары, 77 (1,56 %) — прочие.

| Год  | Численность | Численность |
| ---- | ----------- | ----------- |
| 1999 | 6100        | [ 11 ]      |
| 2001 | 5716        | [ 1 ]       |
| 2002 | 5685        | [ 1 ]       |
| 2003 | 5611        | [ 1 ]       |
| 2004 | 5533        | [ 1 ]       |
| 2005 | 5430        | [ 1 ]       |
| 2006 | 5319        | [ 1 ]       |
| 2007 | 5255        | [ 1 ]       |
| 2008 | 5214        | [ 1 ]       |
| 2009 | 5184        | [ 1 ]       |
| 2010 | 5070        | [ 1 ]       |
| 2011 | 4939        | [ 1 ]       |
| 2012 | 4928        | [ 1 ]       |
| 2013 | 4967        | [ 1 ]       |
| 2014 | 4837        | [ 1 ]       |
| 2015 | 4760        | [ 1 ]       |
| 2016 | 4633        | [ 1 ]       |
| 2017 | 4427        | [ 12 ]      |
| 2018 | 4295        | [ 13 ]      |
| 2019 | 4230        | [ 1 ]       |
| 2020 | 4153        | [ 1 ]       |
| 2021 | 5426        | [ 1 ]       |
| 2022 | 5419        | [ 1 ]       |
| 2023 | 5912        | [ 1 ]       |

### Караимы и татары

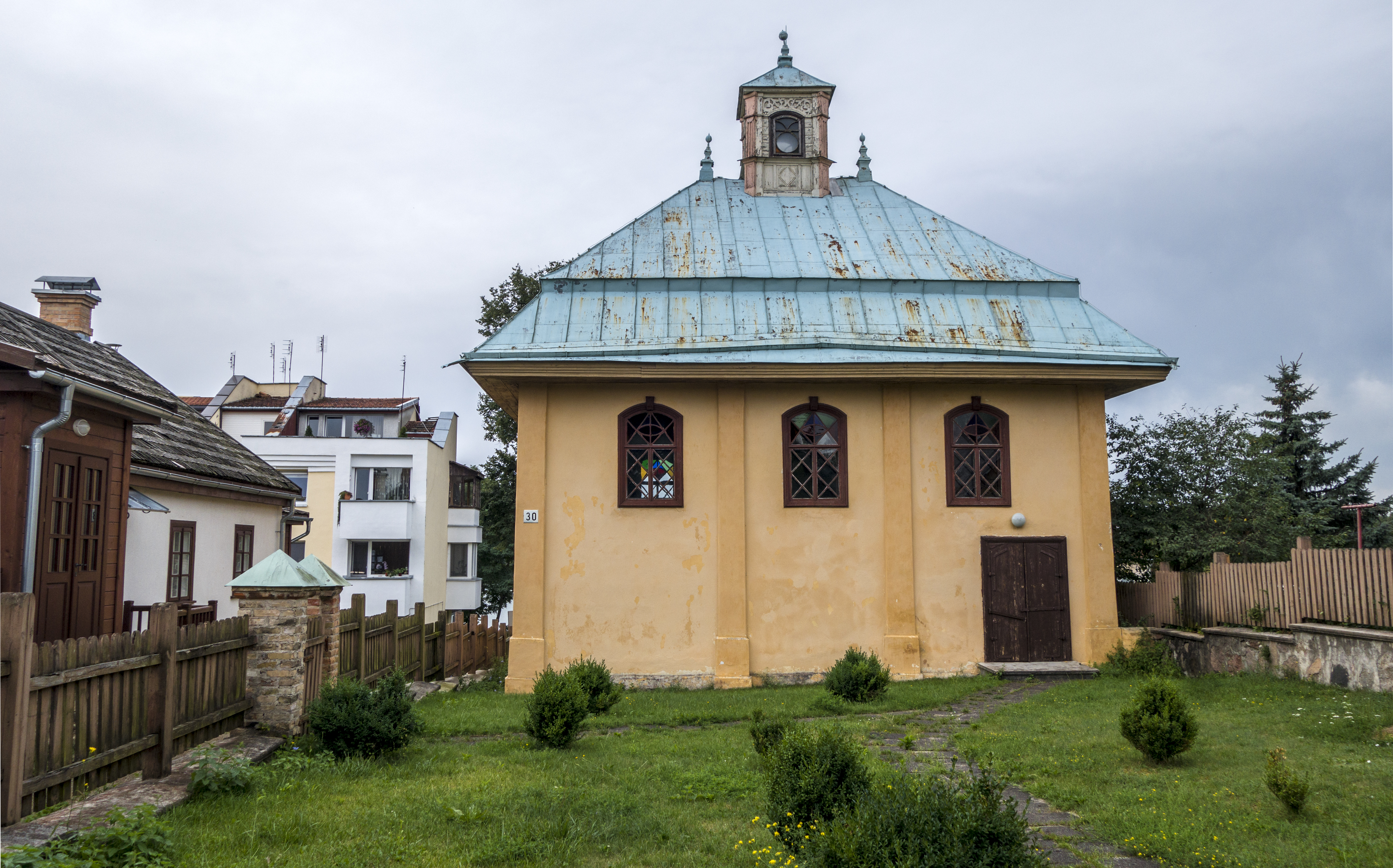
Тракайская кенасса

В сознании жителей Тракай караимы и татары являются практически единым целым, благодаря схожести языков, несмотря на отличия в обычаях, роде занятий, собственных версиях о появлении в Литве и отсутствие контактов между этими народами.
Караимы и татары появились в Троках в конце XIV века. По распространенной караимской традиции, караимов и татар пригласил великий князь Витовт после похода в Крым. Согласно татарской традиции Витовт никогда не был в Крыму, а татары пришли в Великое Княжество Литовское из Золотой Орды вместе с бежавшим в Литву ханом Тохтамышем.
Общины караимов и татар внесли большой вклад в развитие города. Основным занятием татар на протяжении веков являлась военная служба.
Трокские караимы занимались ростовщичеством, арендой, мелким ремеслом, торговлей, служили переводчиками. C 1897 года им было разрешено заниматься земледелием.
Некоторые трокские караимы известны в области науки и культуры (Исаак Трокский).
В 1441 году король Казимир IV Ягеллон предоставил городу Магдебургское право, включив в него и заселенную, в основном, караимами еврейскую часть Тракай, что было не характерно для других городов Великого княжества Литовского, в которых Магдебургское право не распространялось на еврейское население.
В настоящее время в Тракае проживает около 65 из 257 караимов Литвы. Тракай является культурным и религиозным центром караимов, говорящих на местном северо-западном диалекте караимского языка (тюркской группы).
В Тракае действует кенасса — храм караимов (это единственная караимская кенасса, не закрытая в годы советской власти), при ней открыта воскресная школа. Существует три караимских кладбища. При поддержке государства открыт караимский этнографический музей. В 1997 в Литве отмечался 600-летний юбилей поселения в Великом княжестве Литовском караимов и татар.

## Туристические достопримечательности

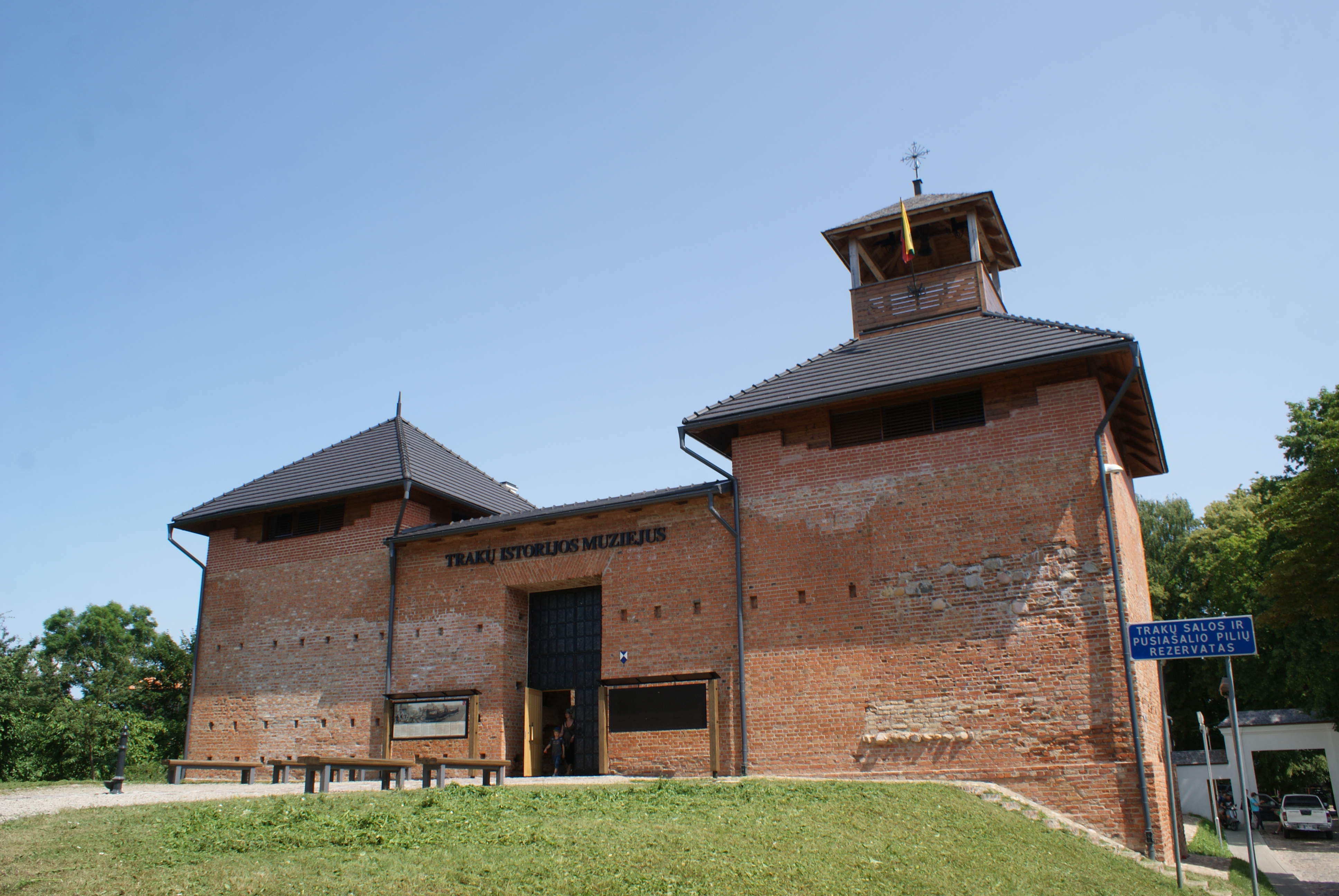
Тракайский исторический музей

Старый Тракай — один из пяти старых городов, находящихся под охраной государства в Литве. Город интересен своим неповторимым географическим положением и деревянной архитектурой. Площадь старой части города составляет 169 га. Главная улица пересекает весь полуостров.
Из-за своей близости к Вильнюсу Тракай является популярным туристическим направлением. Город окружен озёрами с множеством островов разных размеров. Здесь есть подходящие условия для плавания, рыбалки, яхтинга, катания на лодках и других различных возможностей для отдыха.
Главная достопримечательность города — Тракайский островной замок. В замке находится познавательная экспозиция Тракайского исторического музея.
На бывшей базарной площади установлена часовня со скульптурой, изображающей Св. Иоанна Непомука. Непомук, живший в XIV, считается святым заступником рыбаков и городов, расположенных на воде. Рядом с базарной площадью находится примечательный синий дом, в котором раньше размещалась почта. Он был построен монахами-доминиканцами. В настоящее время в нём находится управление Тракайского исторического национального парка.

### Замки
В Тракае сохранились два замка, т. н. «Полуостровной» и «Островной», построенные в XIV—XVII веках. Они выполняли основные функции княжеского замка позднего средневековья: военную, административно-политическую, культурно-хозяйственную. Замки были местом постоянного местожительства Великого князя Литвы, что позволяет именовать Тракай «древней столицей Литвы».
- Островной замок — единственный в Восточной Европе замок, построенный на острове, замечательный образец готической архитектуры. Расположение замка посреди глубокого озера Гальве и развитая система оборонительных сооружений сделали замок неприступным. Как и замок на полуострове, островной замок включает в себя опоясанные цепью стен и башен предзамок (внутренний двор), донжон и дворец князя, построенные на возвышенном месте острова. По сведениям археологических изысканий остров отчасти искусственный: ко времени строительства замка здесь было три заболоченных островка, которые объединили в один, укрепив грунт камнями. В XVII веке замок потерял оборонительное значение, был заброшен и к XX веку находился в руинированном состоянии. Начиная с 1920-х начинаются работы по реставрации и реконструкции замка. Во второй половине XX века Островной замок был реконструирован в облике XVI века. С 1962 года в здании замка находится исторический музей, экспозиции которого знакомят с историей и современностью города, замка и окрестностей. Летом в Островном замке проходят фестивали и концерты.

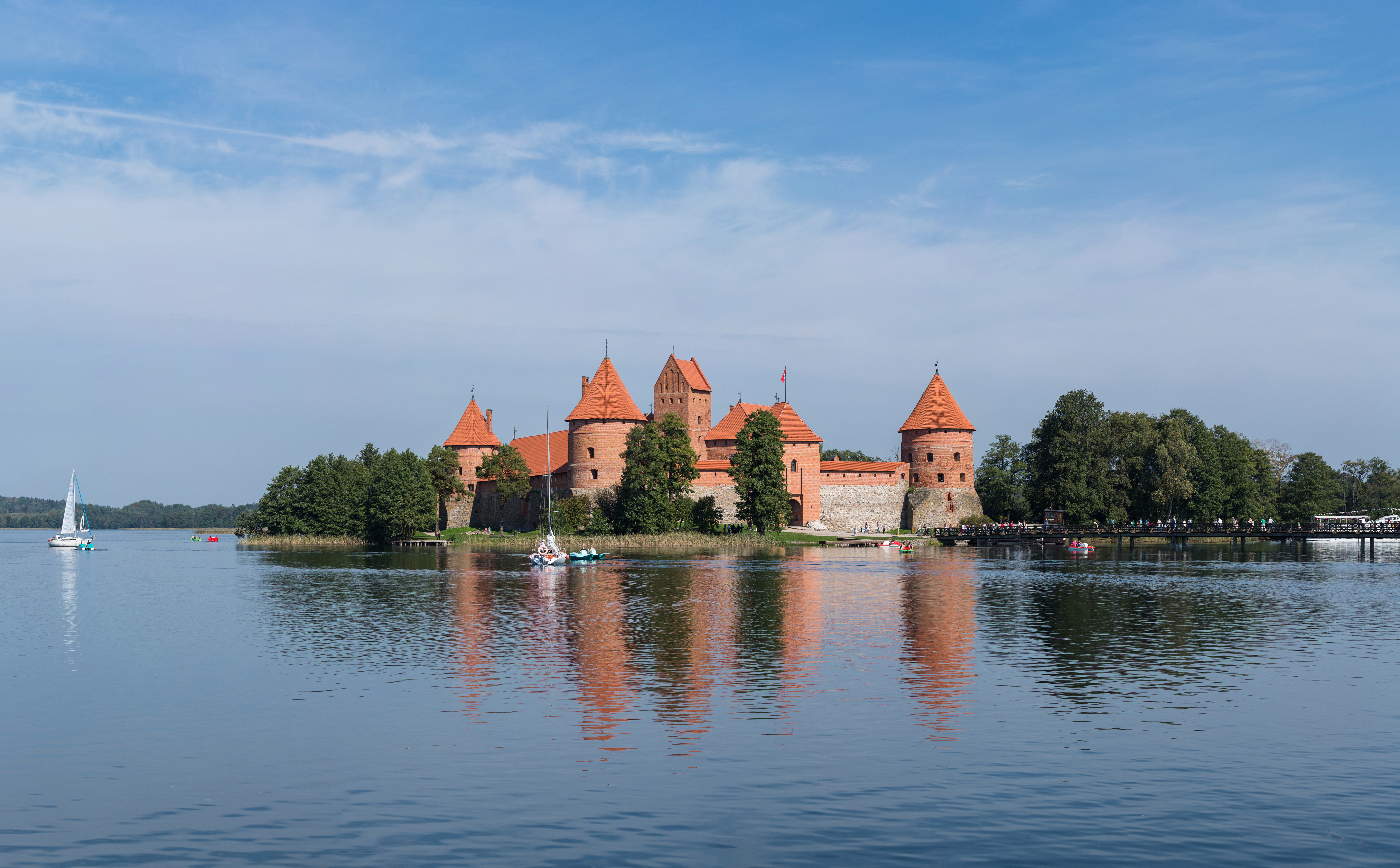
Вид на Островной замок
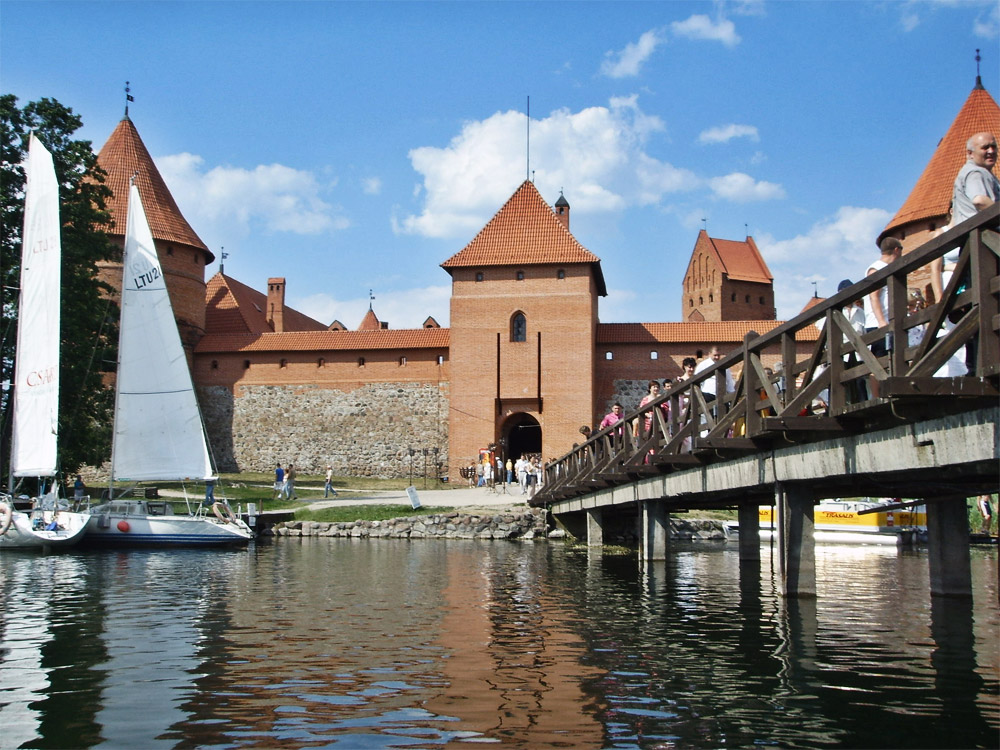
Островной замок
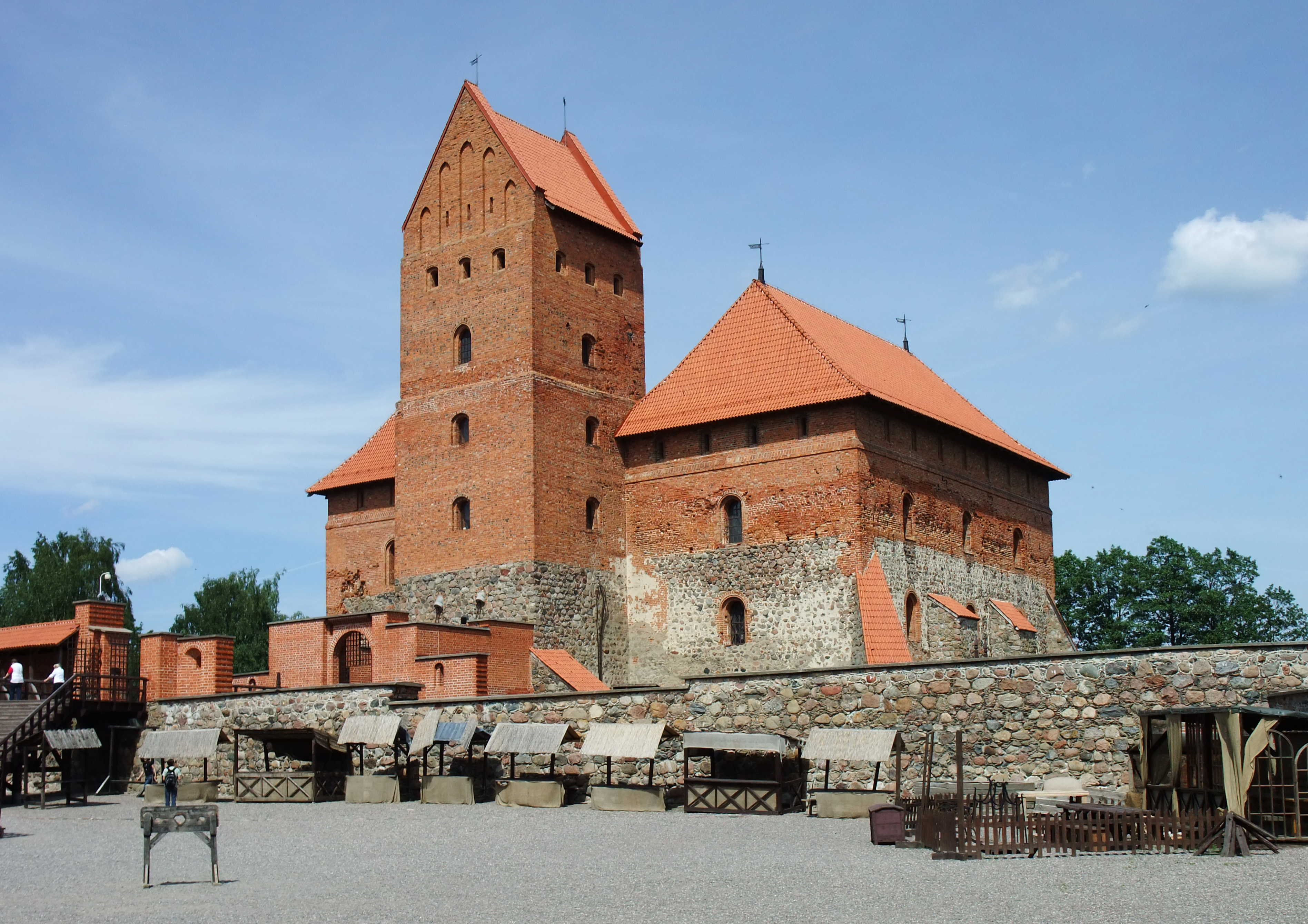
Пешеходный мост на остров
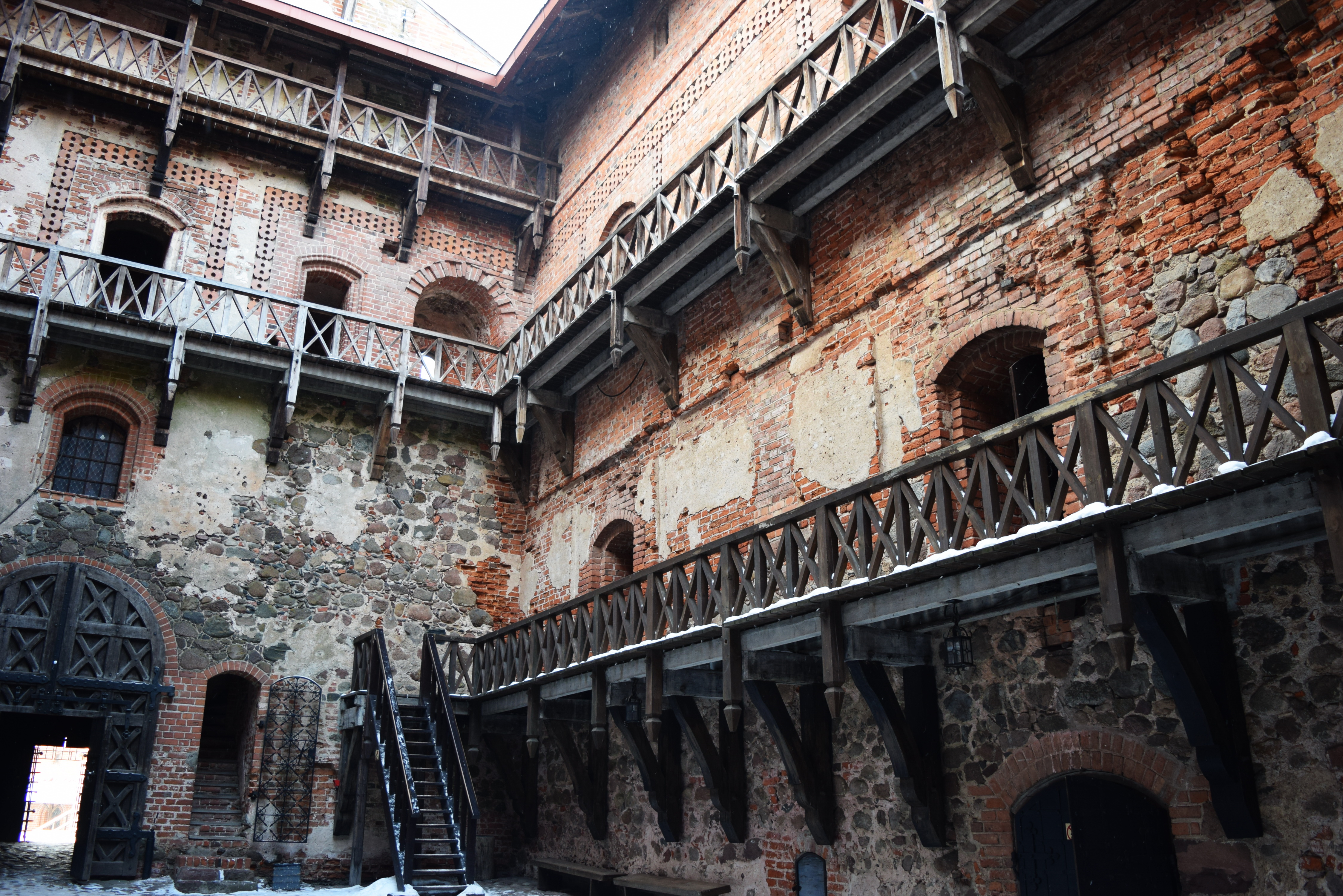
Внутренний двор
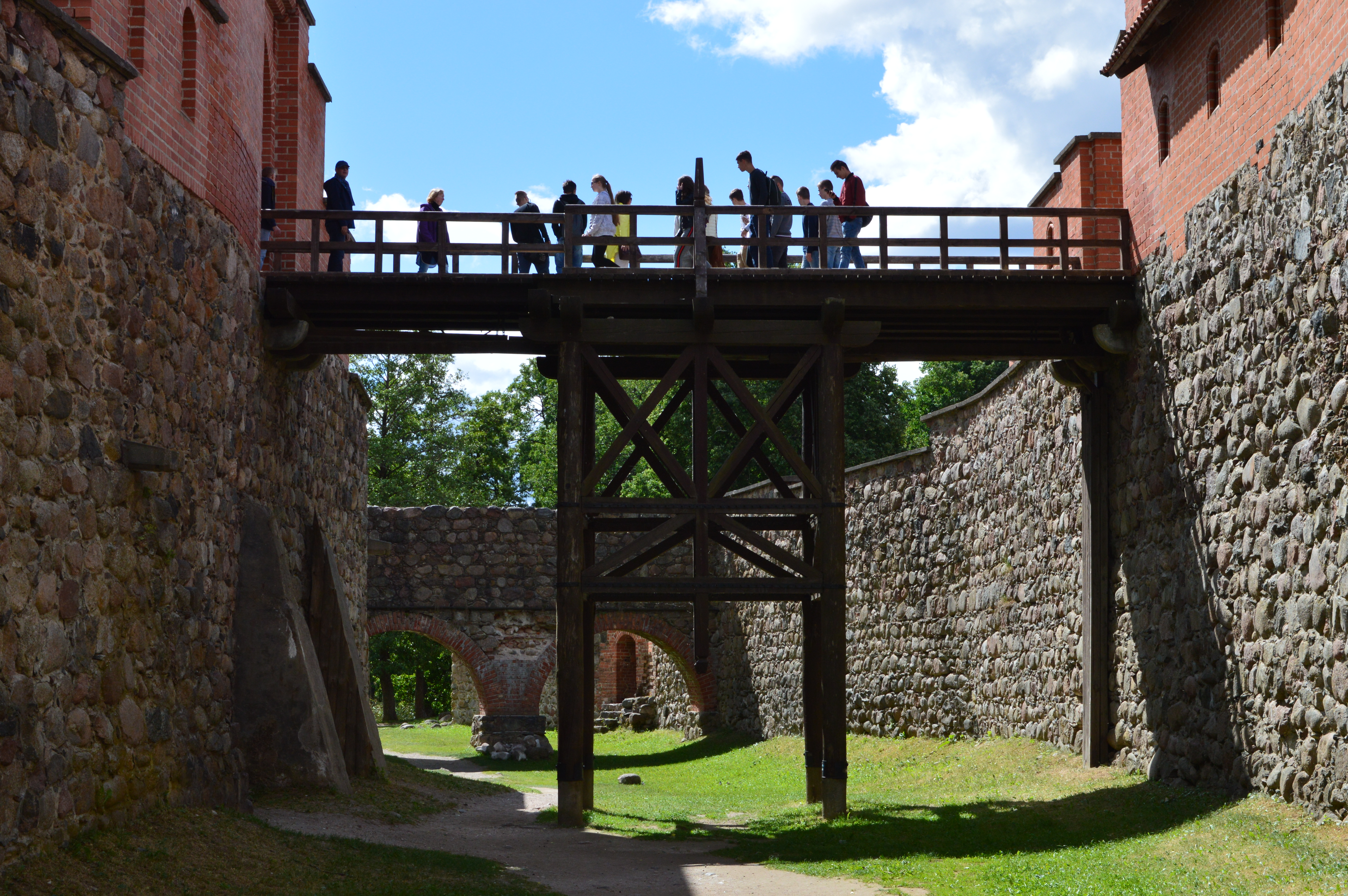
Оборонительные стены
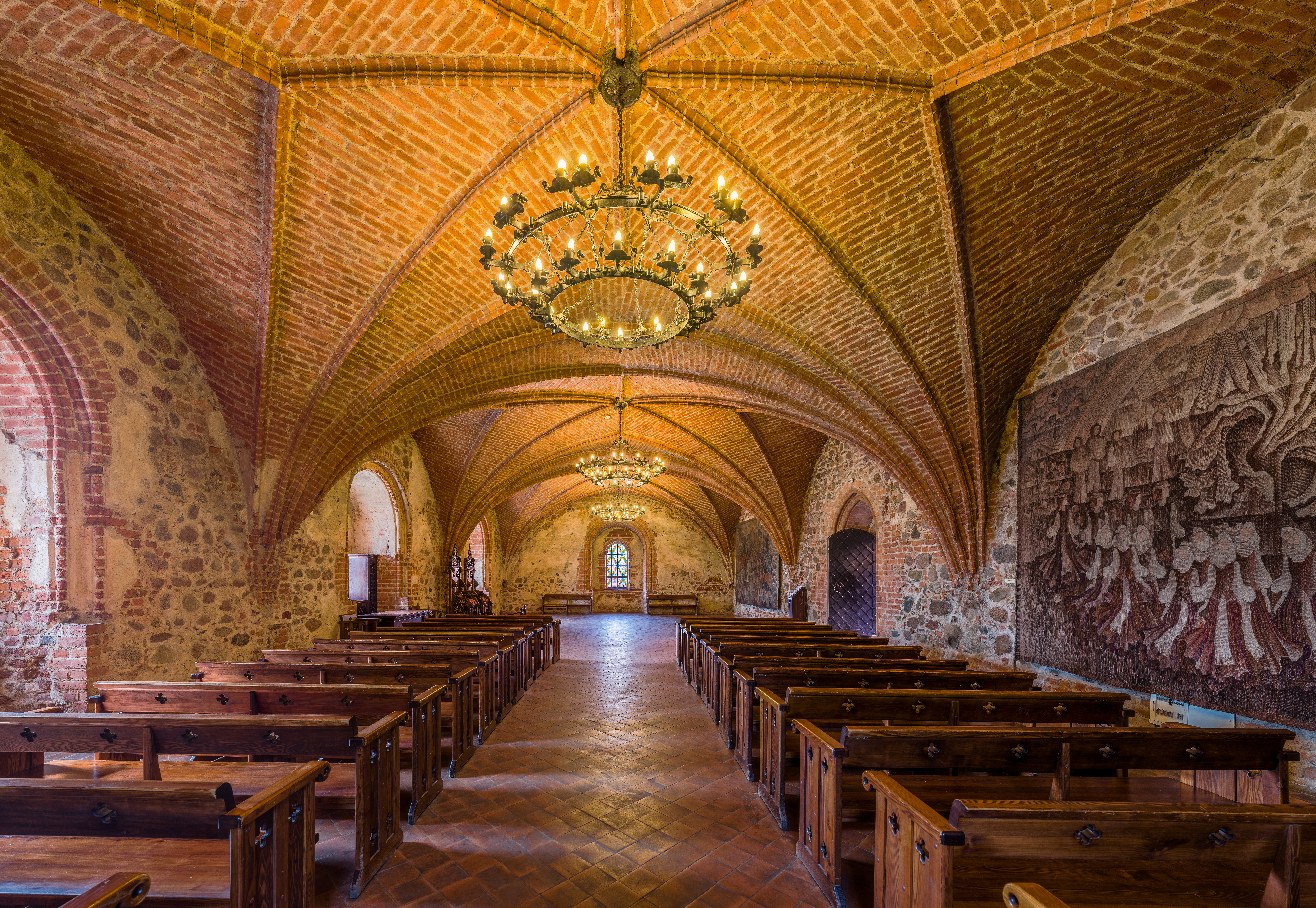
Замковая часовня-капелла

- Замок на полуострове расположен в центре города вокруг прибрежного холма между озёрами Гальве и Лука. Замок был построен в XIV веке во времена правления князя Кейстута и занимал площадь в 4 га. Во время русско-шведской войны в 1655 году Полуостровной замок был разрушен. Сохранилось несколько башен и руины стены.

- Усадьба Ужутракис — неоклассическая поместье и парк 19-го века. Бывшее владение графов Тышкевичей находится на другом берегу озера Гальве, к северу от Замкового острова. В усадьбу из города ведет 6 километровая тропа вокруг озера Гальве.

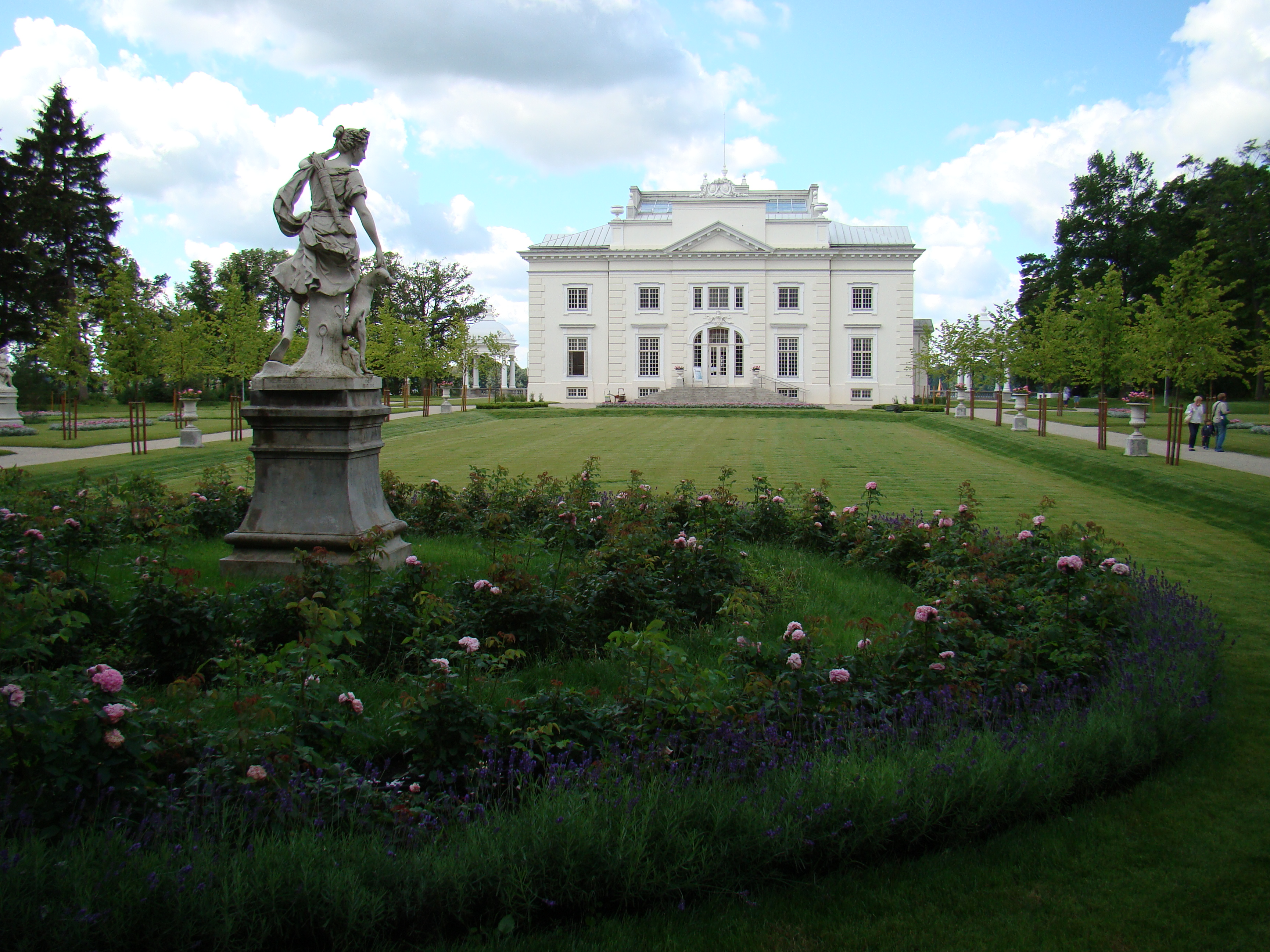
Поместье Ужутракис
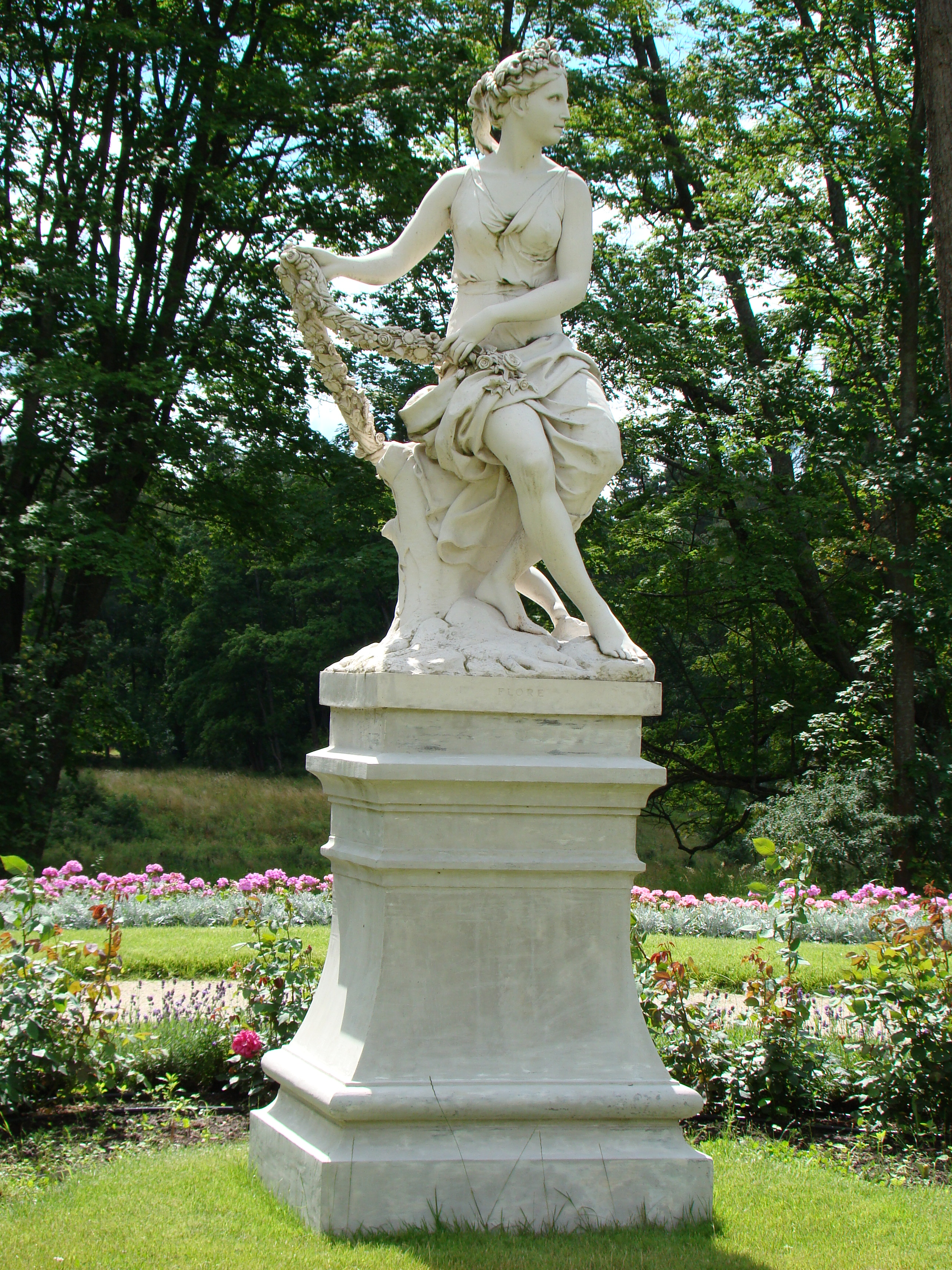
Скульптура в парке Ужутракис
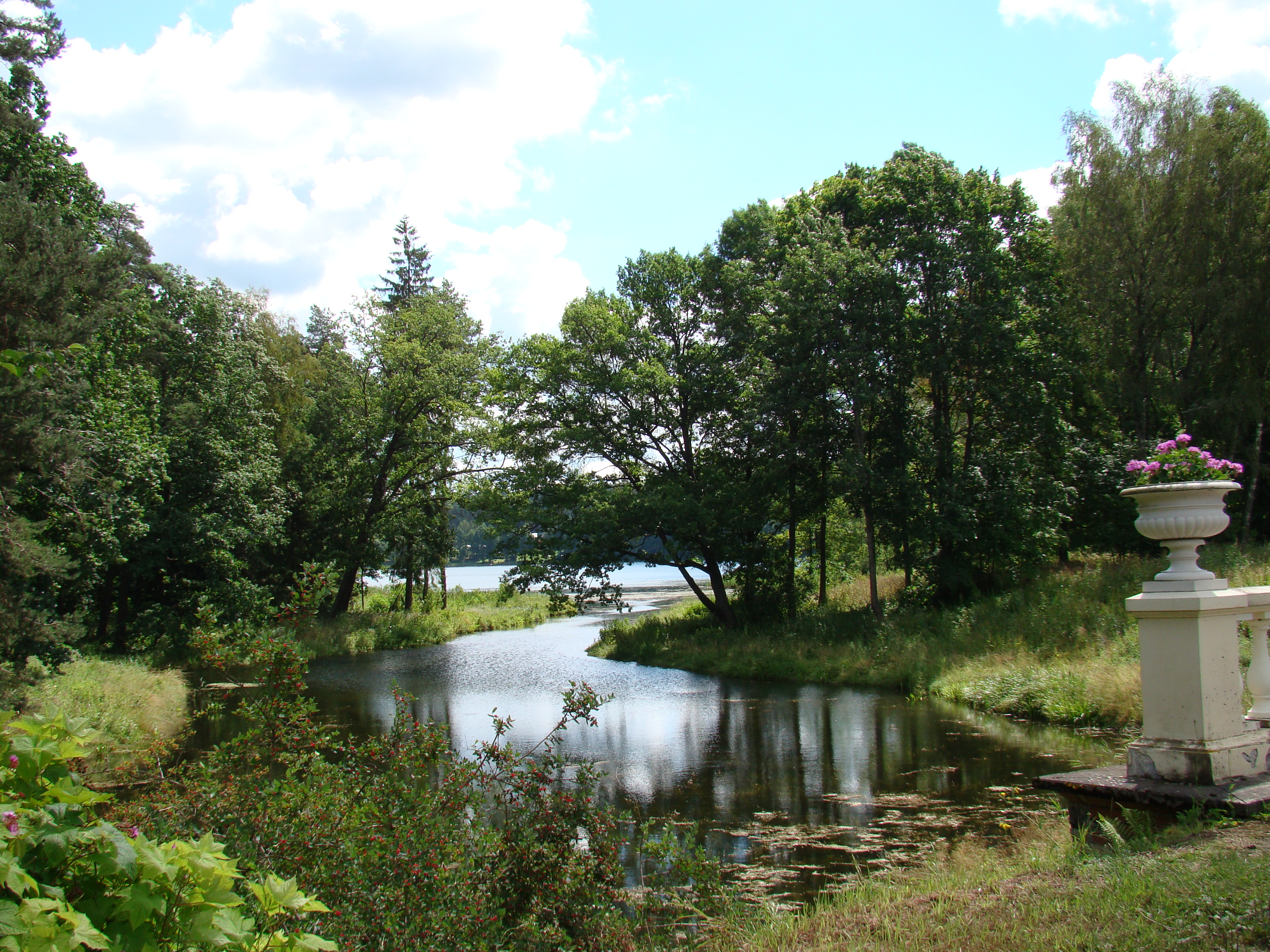
Парк
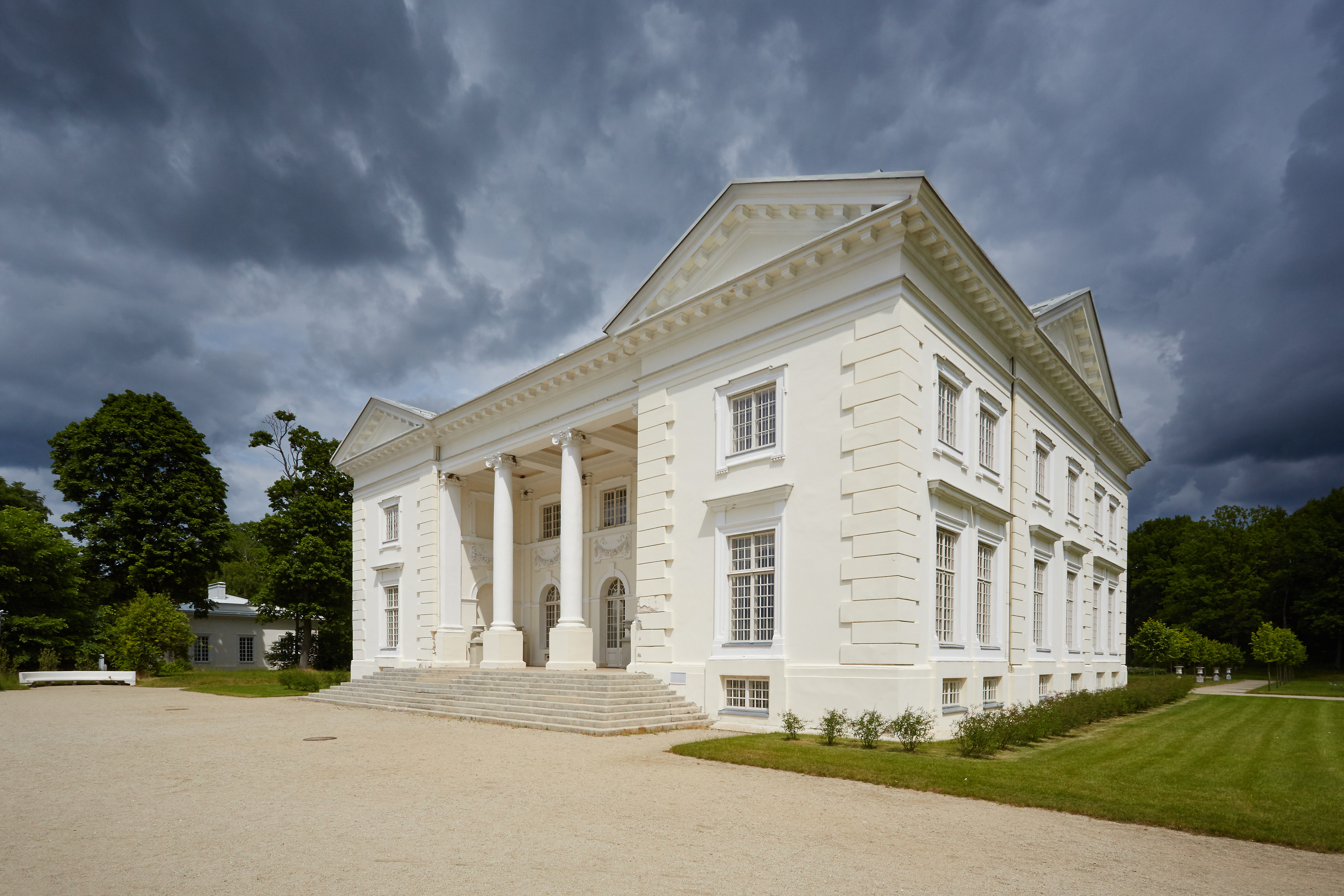
Дворец
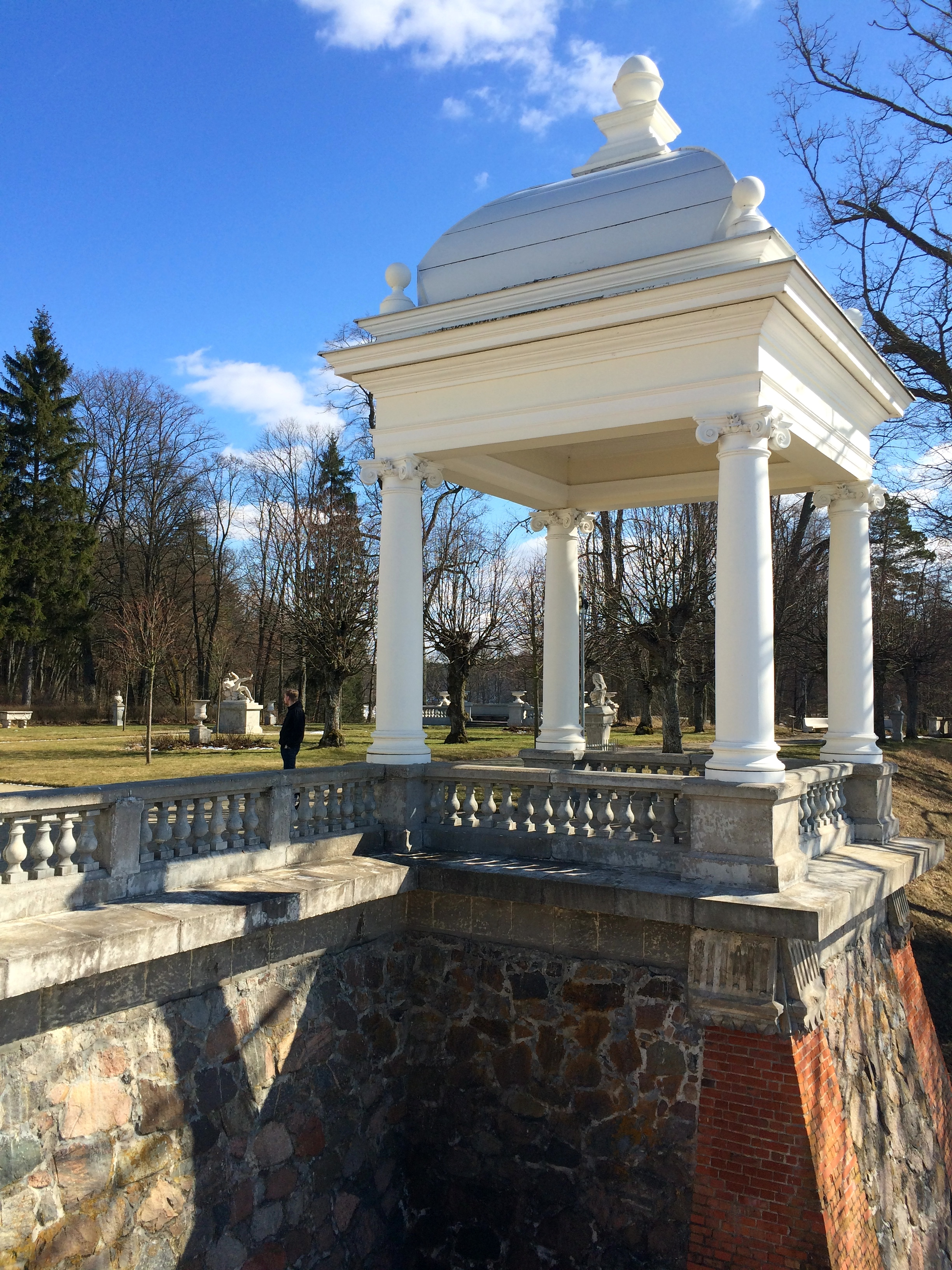
Терраса
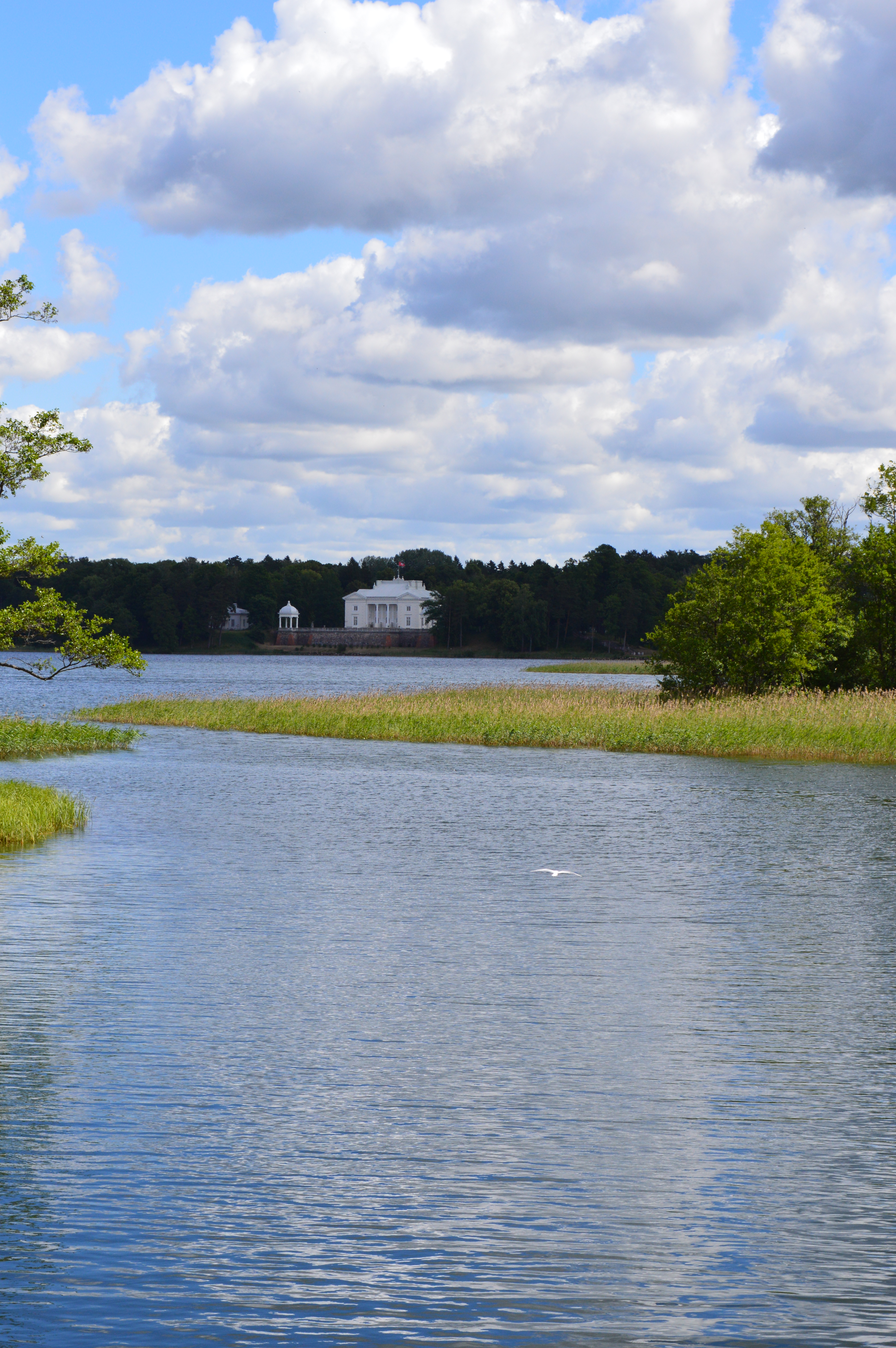
Озеро Гальве
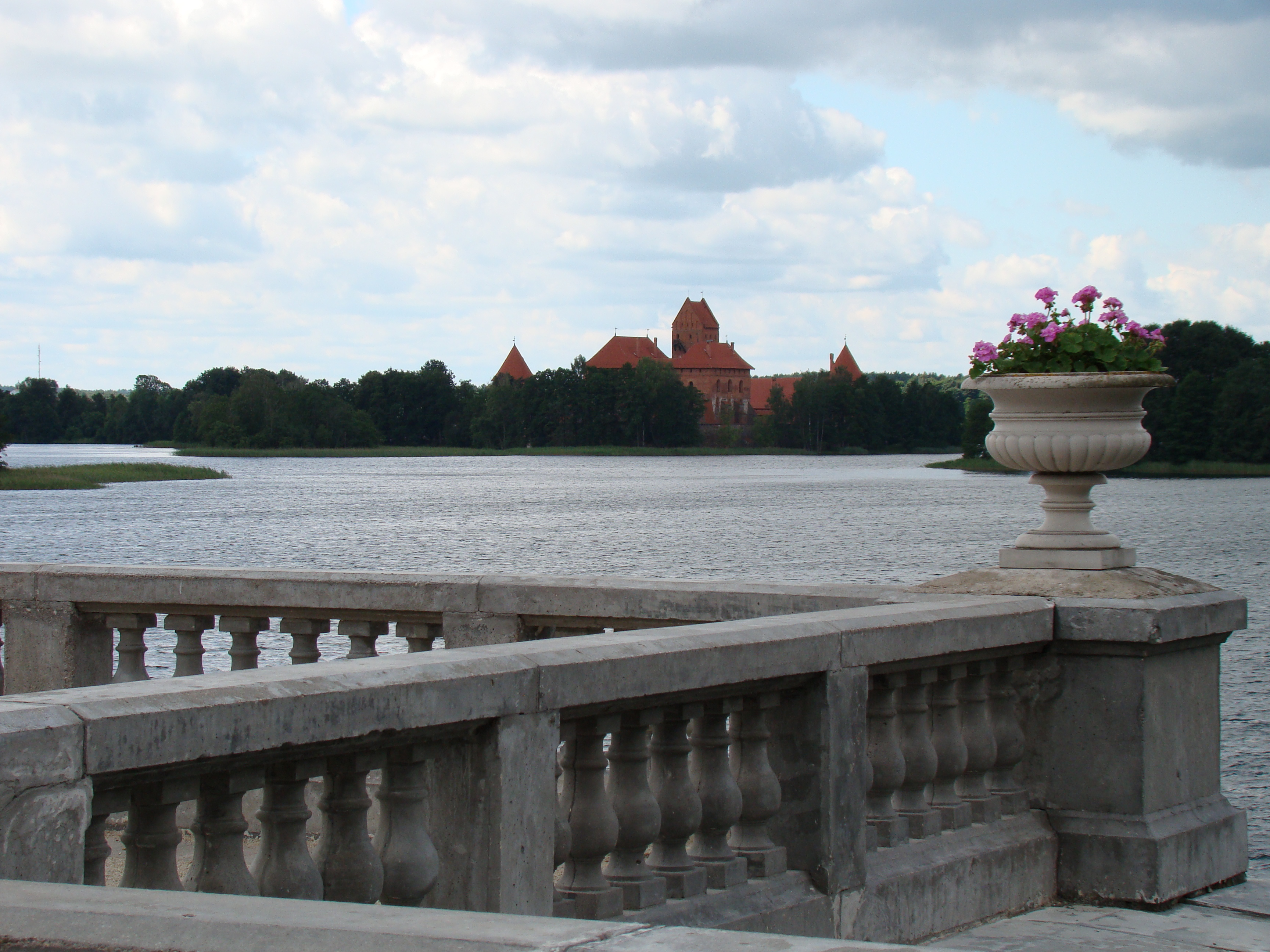
Вид на тракайский замок

### Другие достопримечательности
- Здание караимской этнографической выставки ул. Караиму 22;
- Тракайский исторический музей.

## Религия
В Тракае расположены:
- Базилика Явления Пресвятой Девы Марии (XV век.), при ней находится Трокская икона Божьей Матери, также известная как Тракайская мадонна.
- Тракайская Кенеса (XVIII век);
- Церковь Рождества Пресвятой Богородицы (1863 год);
- Тракайский доминиканский монастырь;
- Часовня св. Иоанна Непомука;

## Экономика и культура

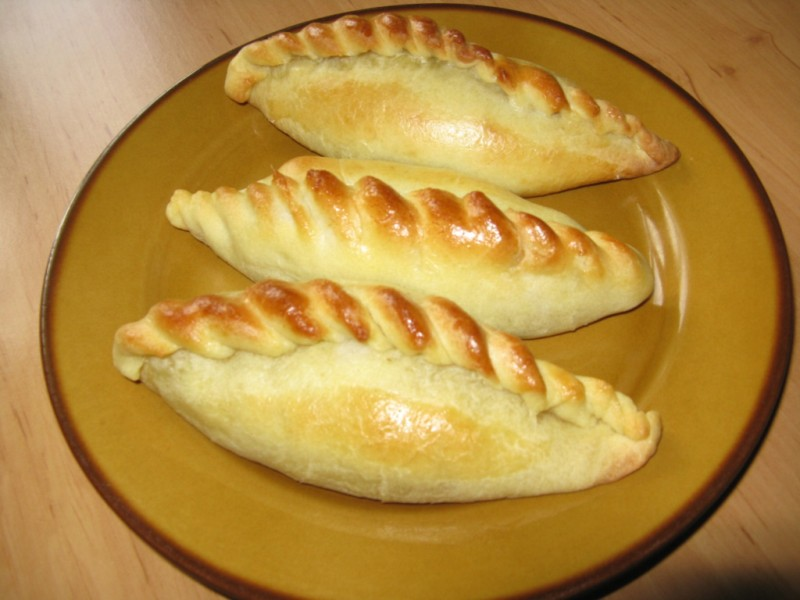
Кибинай

В южной части города находится дом культуры, Тракайская «королевский театр», центральная больница, поликлиника, почта. Очень долгое время вся торговля была представлена местной кооперацией и мелкими магазинами. В 2003 г. сеть магазинов IKI открыла свои супермаркеты. Осенью 2004 г. в городе открылся магазин сети Maxima.
В Тракай действует много ресторанов и кафе, в том числе национальной литовской и караимской кухни. Кибинай — национальное блюдо литовских караимов.

## Образовательные учреждения
- Гимназия им. Витаутаса Великого
- Тракайская спортивная школа
- Тракайская средняя школа
- Тракайская начальная школа
- Литовская школа полиции
- Тракайская публичная библиотека

## Транспорт

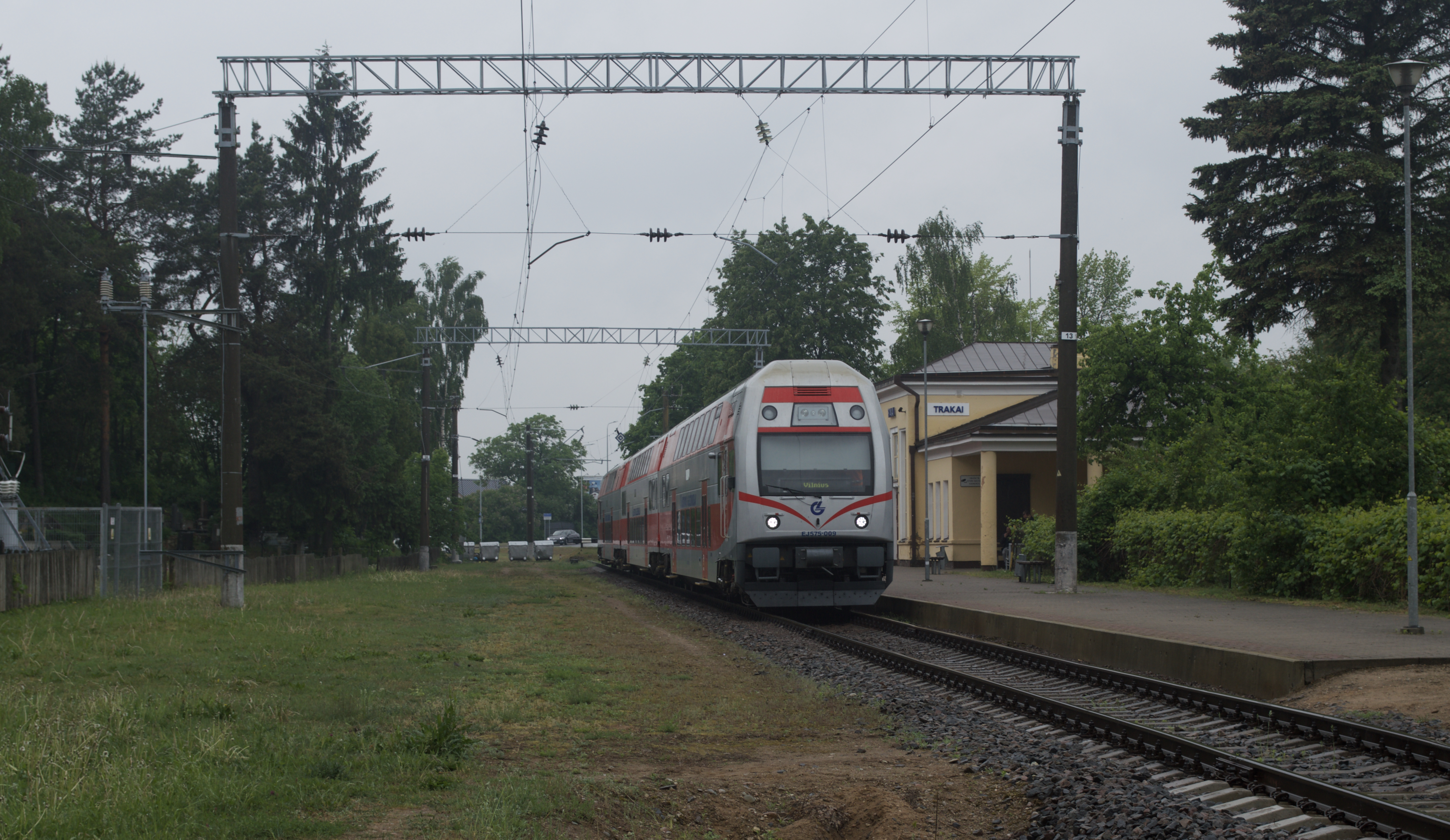
Поезд Вильнюс — Тракай

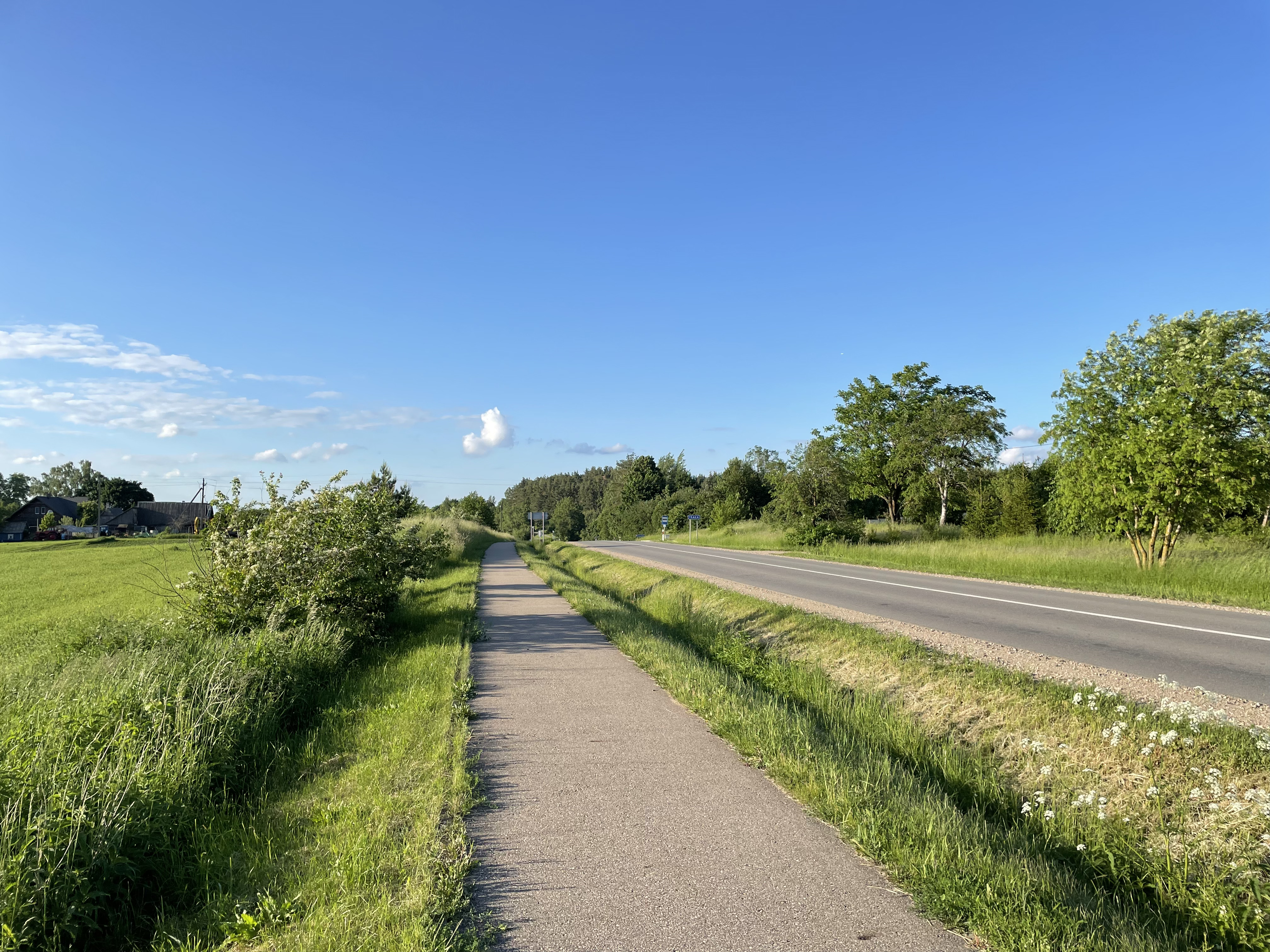
Въезд в Тракай по региональной дороге 220

Имеется железнодорожная станция Тракай, связанная с Вильнюсом пригородными электропоездами.
В течение летнего сезона от Тракайского автовокзала до Старого города, Ужутракиса, и кемпинга курсирует специальный туристический автобус.
Функцию городского транспорта выполняют пригородные автобусы, обслуживаемые UAB «Trakų autobusai».

## Спорт

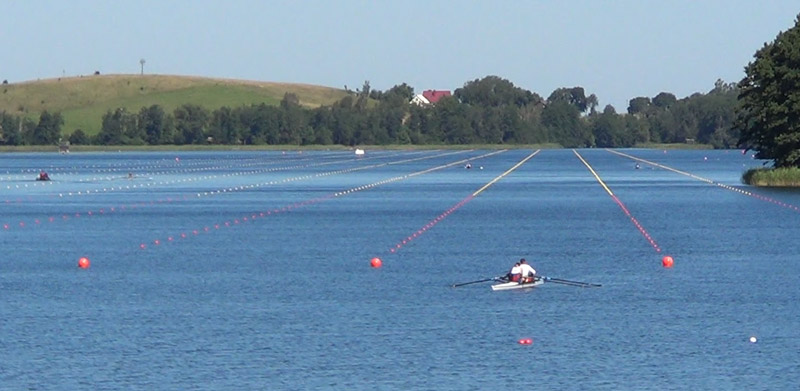
Академическая гребля на озере Гальве

### Академическая гребля
Тракай является основным литовским центром гребли с хорошо развитой инфраструктурой. В озере Гальве проходят ежегодная регата «Янтарные весла», в которой принимают участие гребцы из разных стран Европы и Азии.

### Парусный спорт
Вильнюсский яхт-клуб начал свою деятельность в 1926 году в Тракайских озёрах. В 1939 году после того, как Литва вернула Вильнюсский регион, яхт-клуб был передан Союзу Стрелков Литвы. После Второй мировой войны Тракай стал главной литовской парусной базой. Позже был создан вильнюсский яхт-клуб «Жальгирис». Городские и литовские парусные регаты постоянно организуются в озере Гальве.

### Футбол
- ФК «Ритеряй» — до февраля 2019 года назывался «Тракай» и представлял одноимённый город.
- «VJFK Тракай» — Тракайский юношеский и любительский футбольный клуб.

## Города-побратимы
У Тракай есть следующие города-побратимы и области-партнёры:
| - Израиль, Акко - Германия, Райне - Италия, Авола - Польша, Гижицко - Украина, Ивано-Франковск - Украина, Луцк | - Турция, Аланья - Польша, Мальборк - Грузия, Мцхета - Польша, Новы-Сонч - Азербайджан, Газах - Германия, Шёнебек |

## Известные жители и уроженцы
- Исаак Трокский (1533—1594) — караимский теолог-полемист, писатель[21]
- Антоний Тадеуш Пшездецкий (1718—1772) — государственный деятель Великого княжества Литовского
- Иосиф Жилинский (1834—1916) — русский геодезист и генерал[22]
- Финеес Малецкий (1854—1928) — народный деятель литовских караимов
- Богуслав Фиркович (1865—1915) — караимский газзан
- Владимир Бельский (1866—1946) — русский поэт, либреттист
- Рафаэль Абкович (1896—1992) — последний польский газзан[23]
- Александр Дубинский (1924—2002) — польский учёный и востоковед[24]
- Альгирдас Вацловас Патацкас (1943—2015) — литовский политик, был в числе подписавших Акт о восстановлении независимости Литвы 11 марта 1990 года[25]

## Галерея

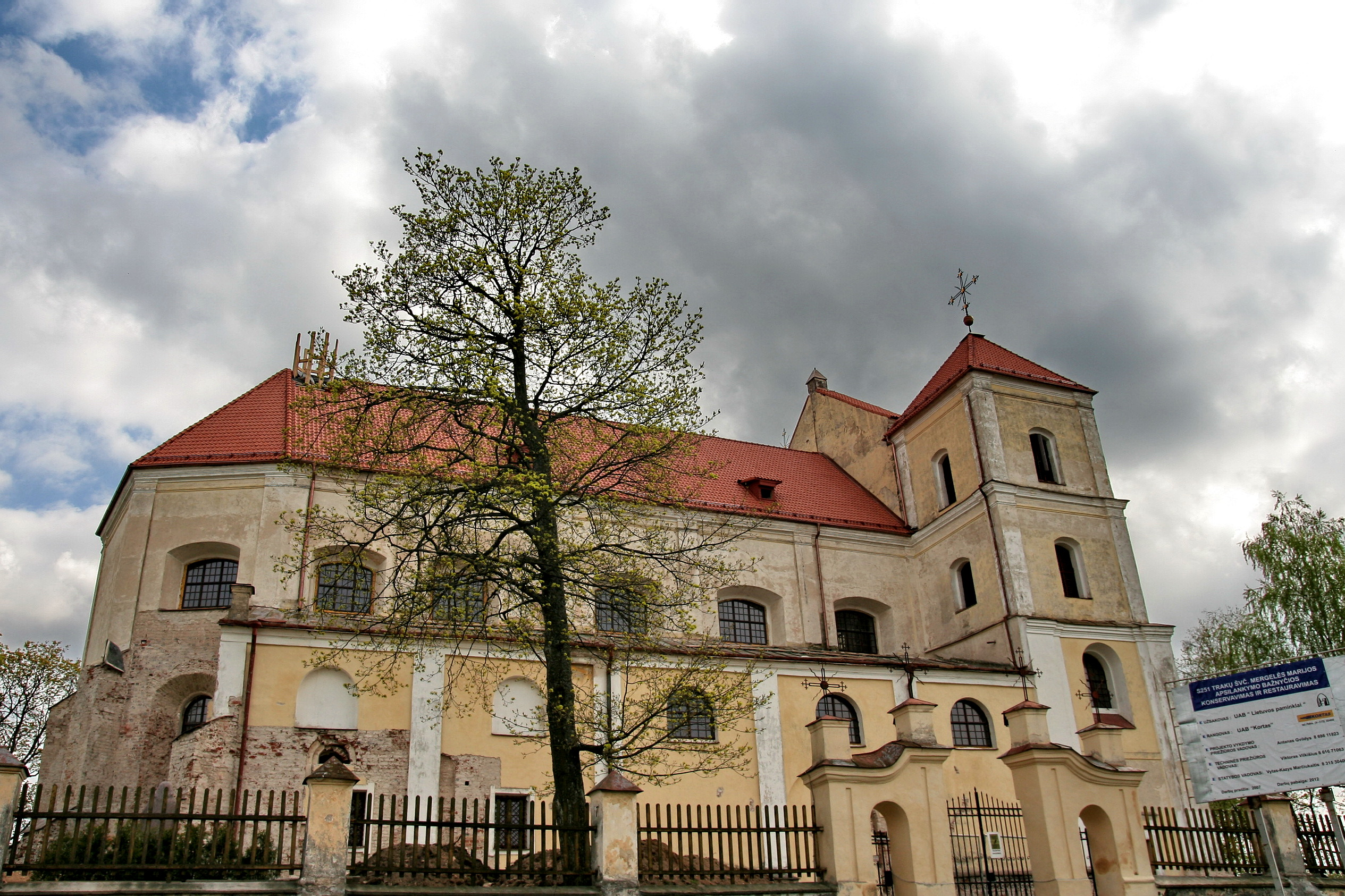
Базилика Явления Пресвятой Девы Марии
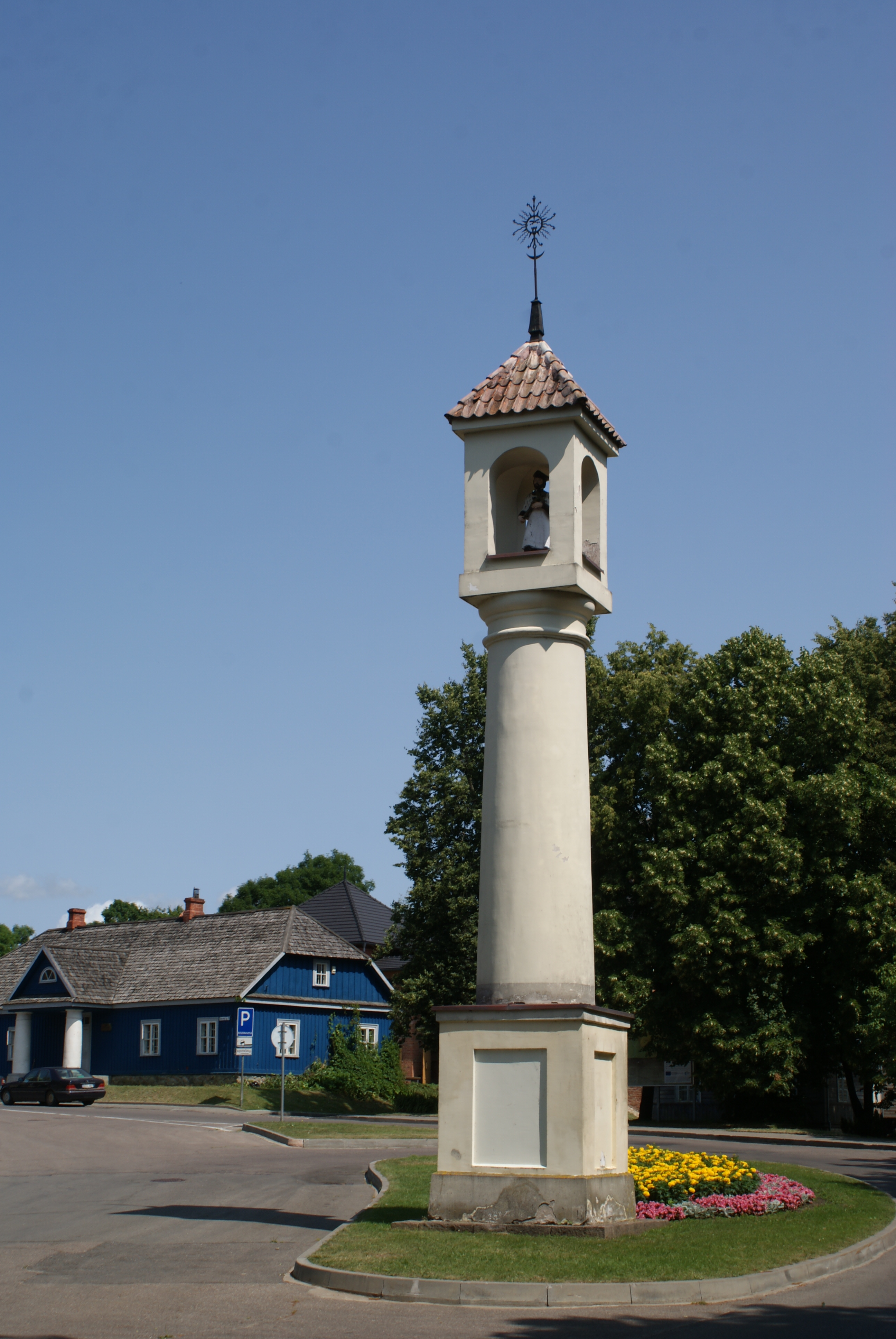
Часовня Св. Иоанна Непомука
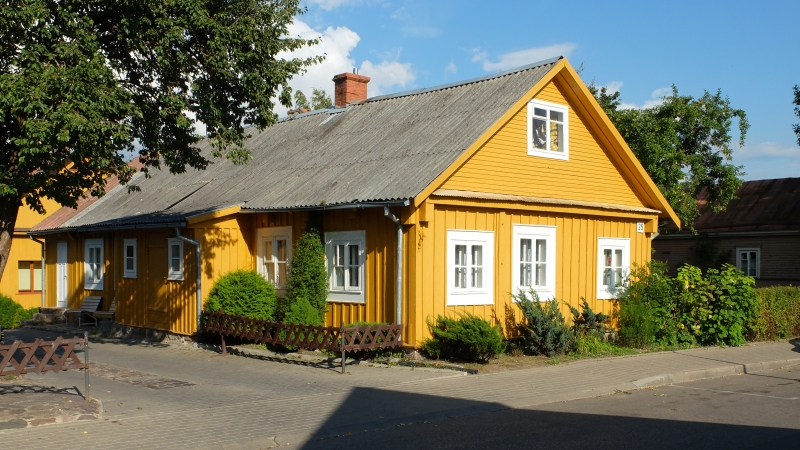
Караимский дом
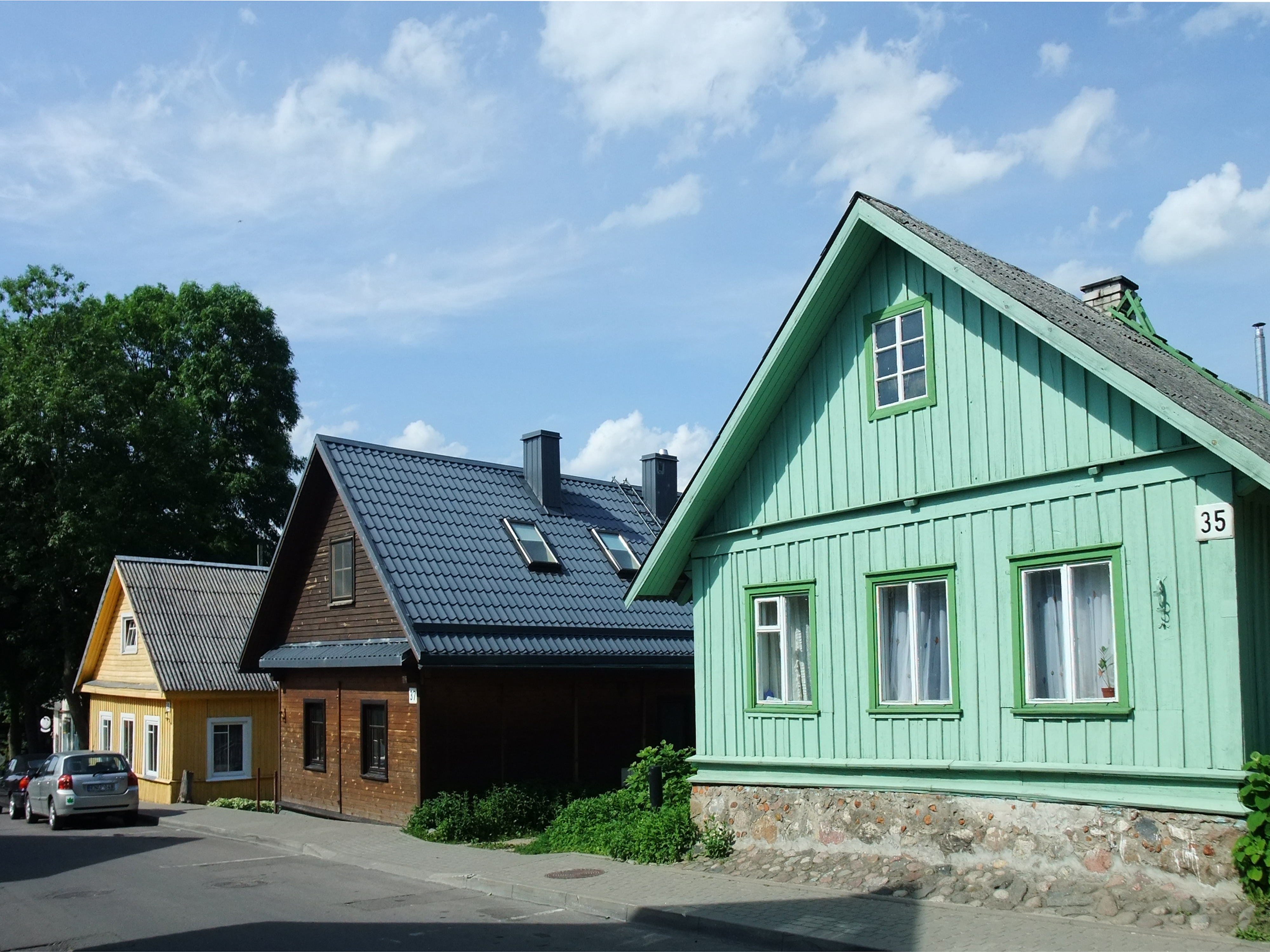
Ул. Караиму
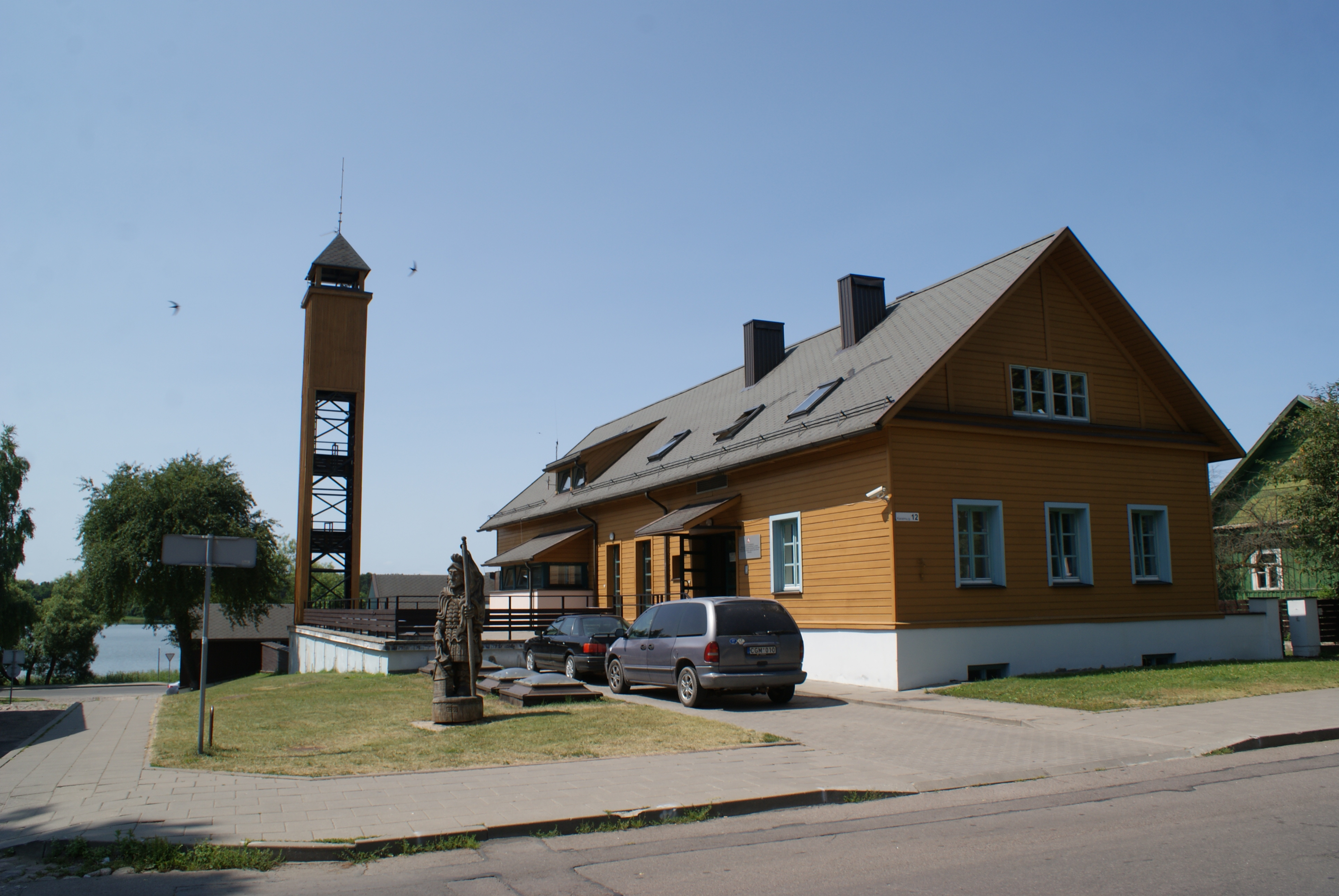
Тракайская пожарная служба
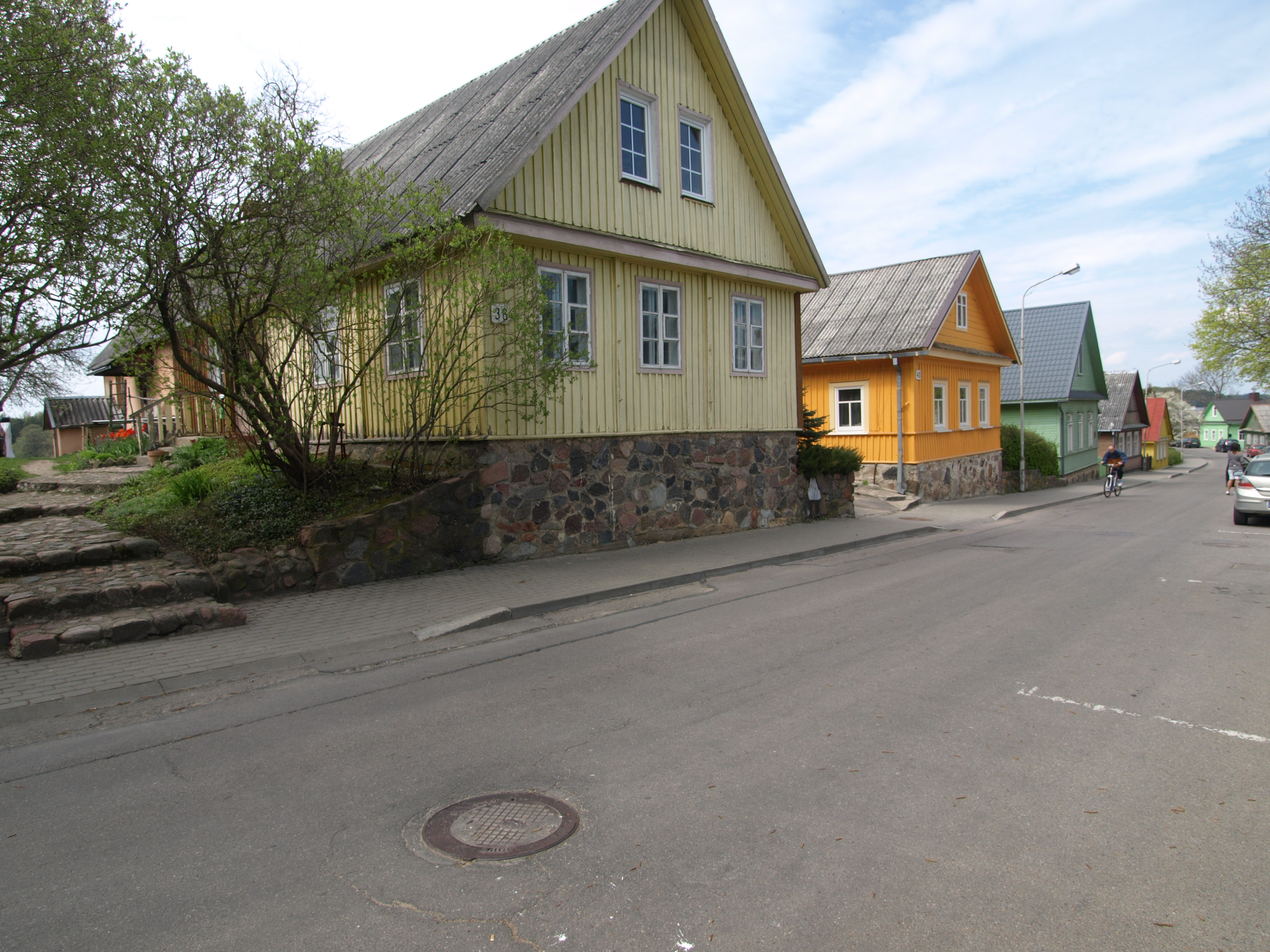
Ул. Бирутес
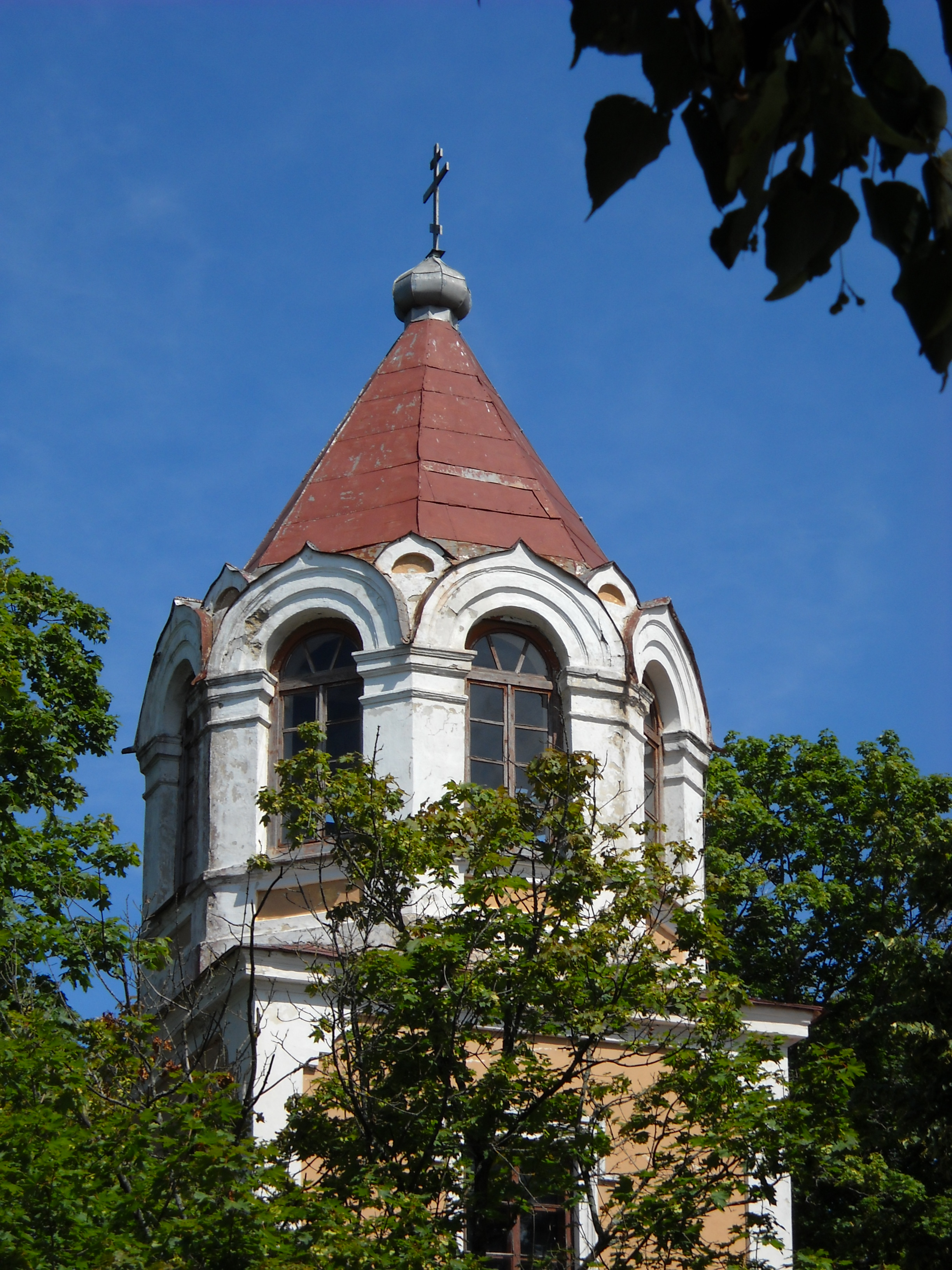
Церковь Пресвятой Богородицы
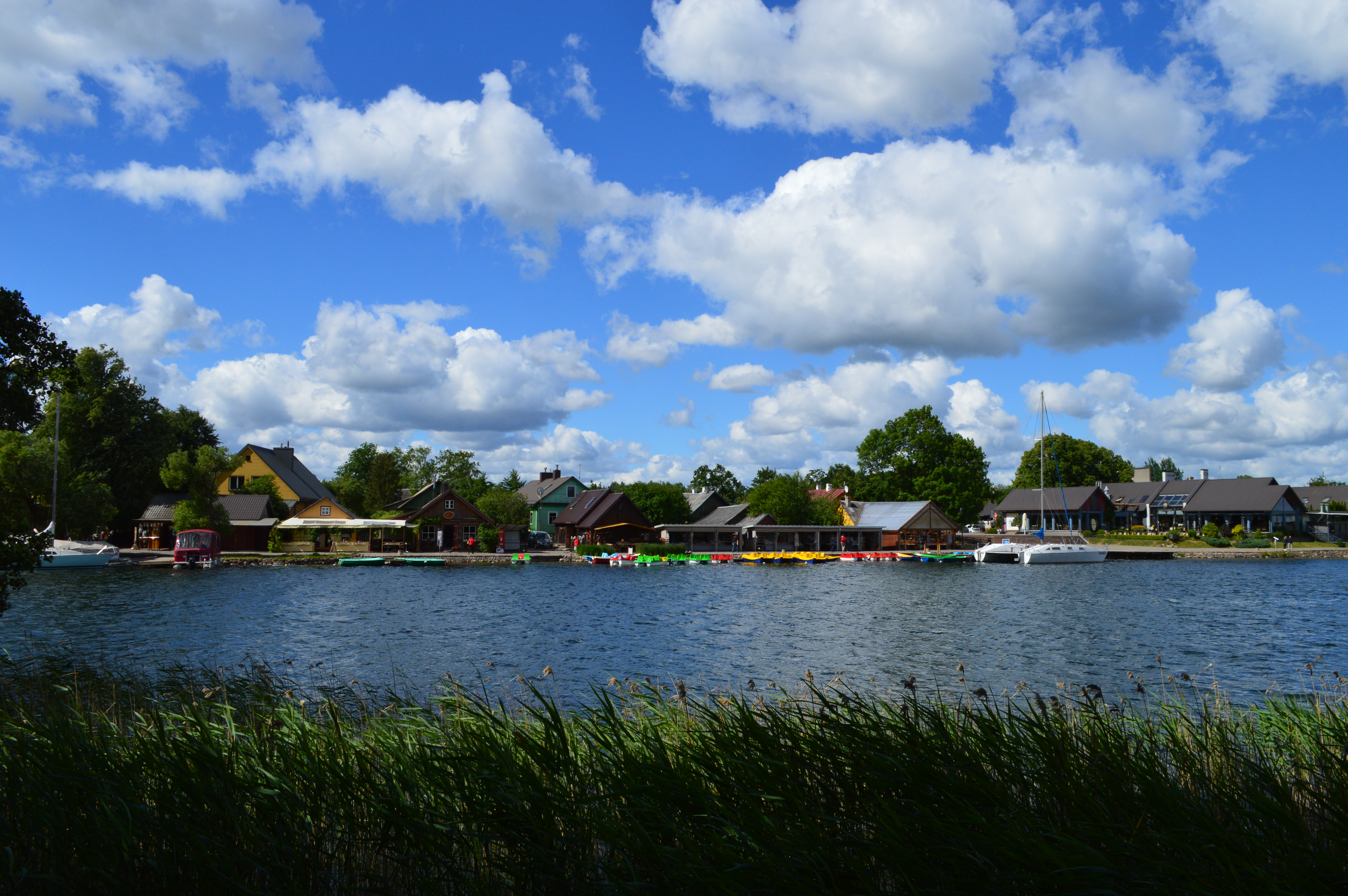
Набережная в Тракай
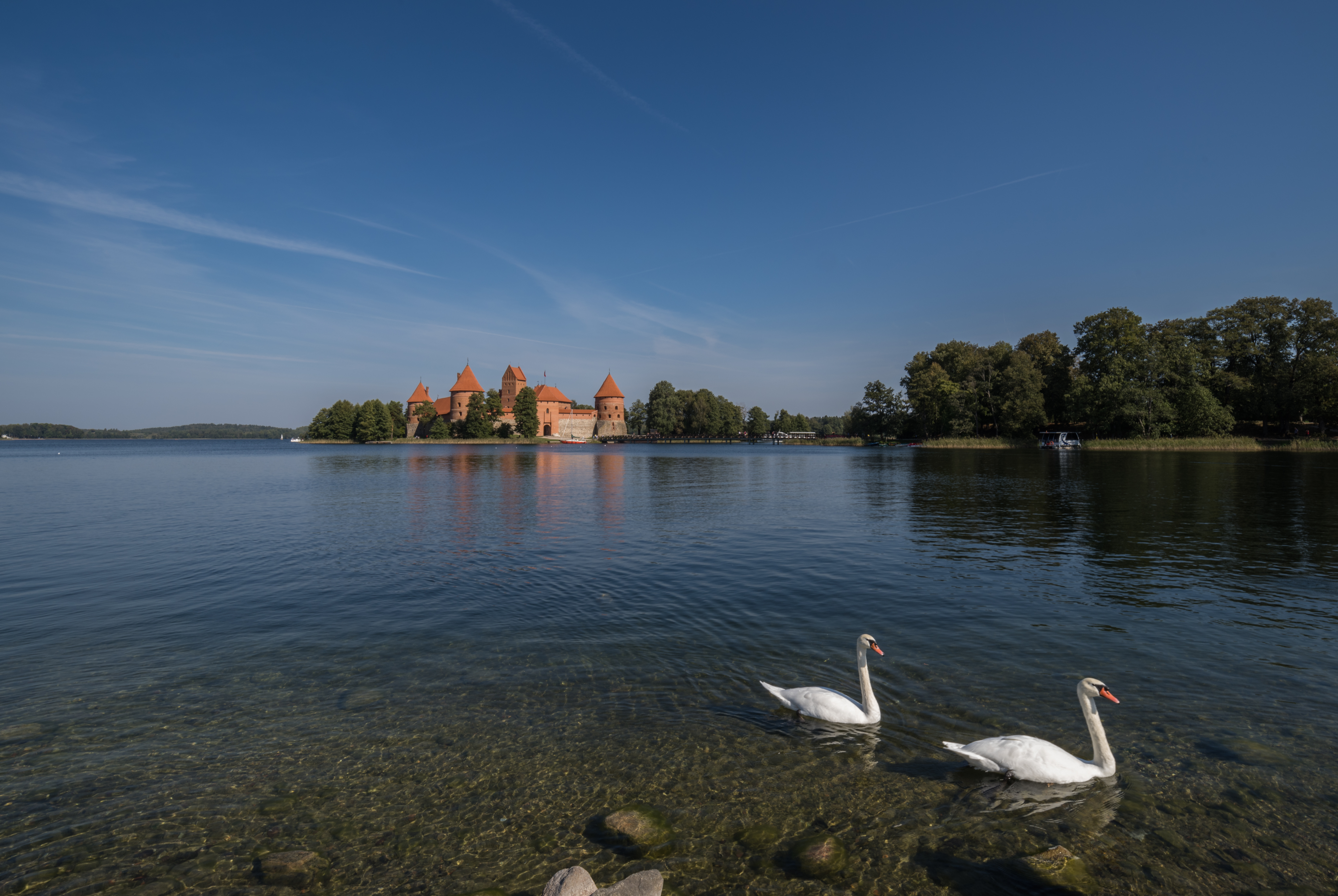
Вид на замок
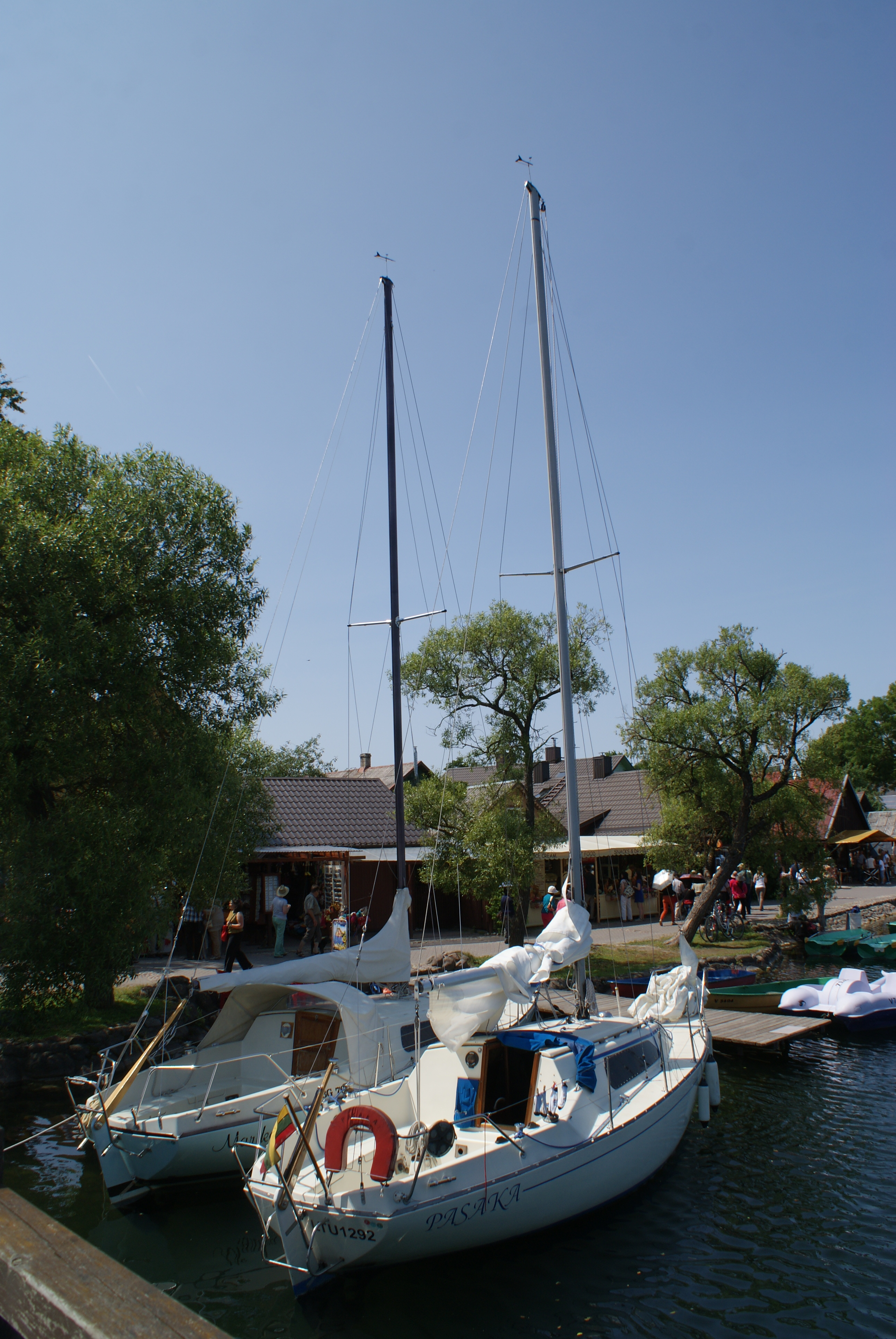
Тракайский яхт-клуб
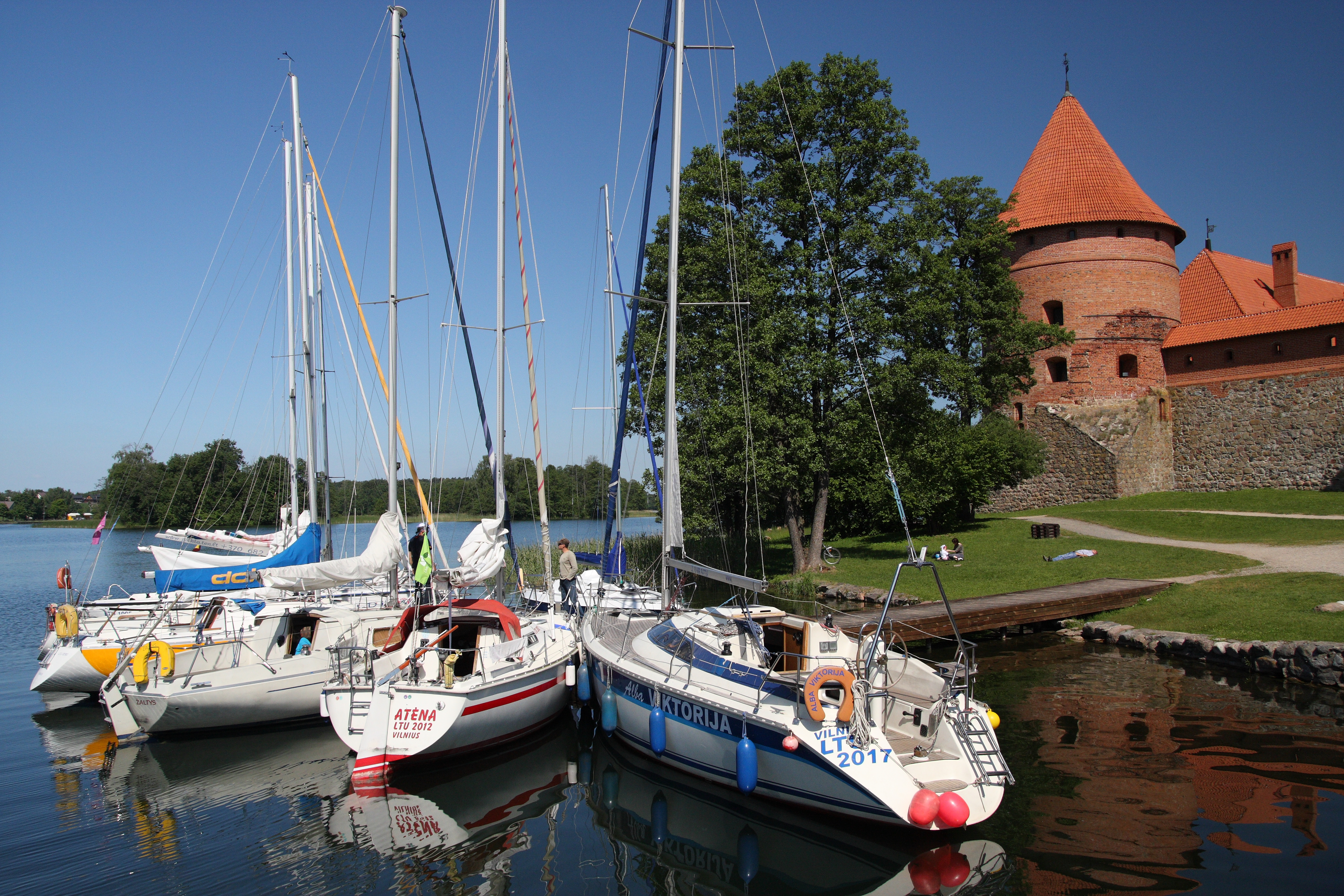
Озеро Гальве
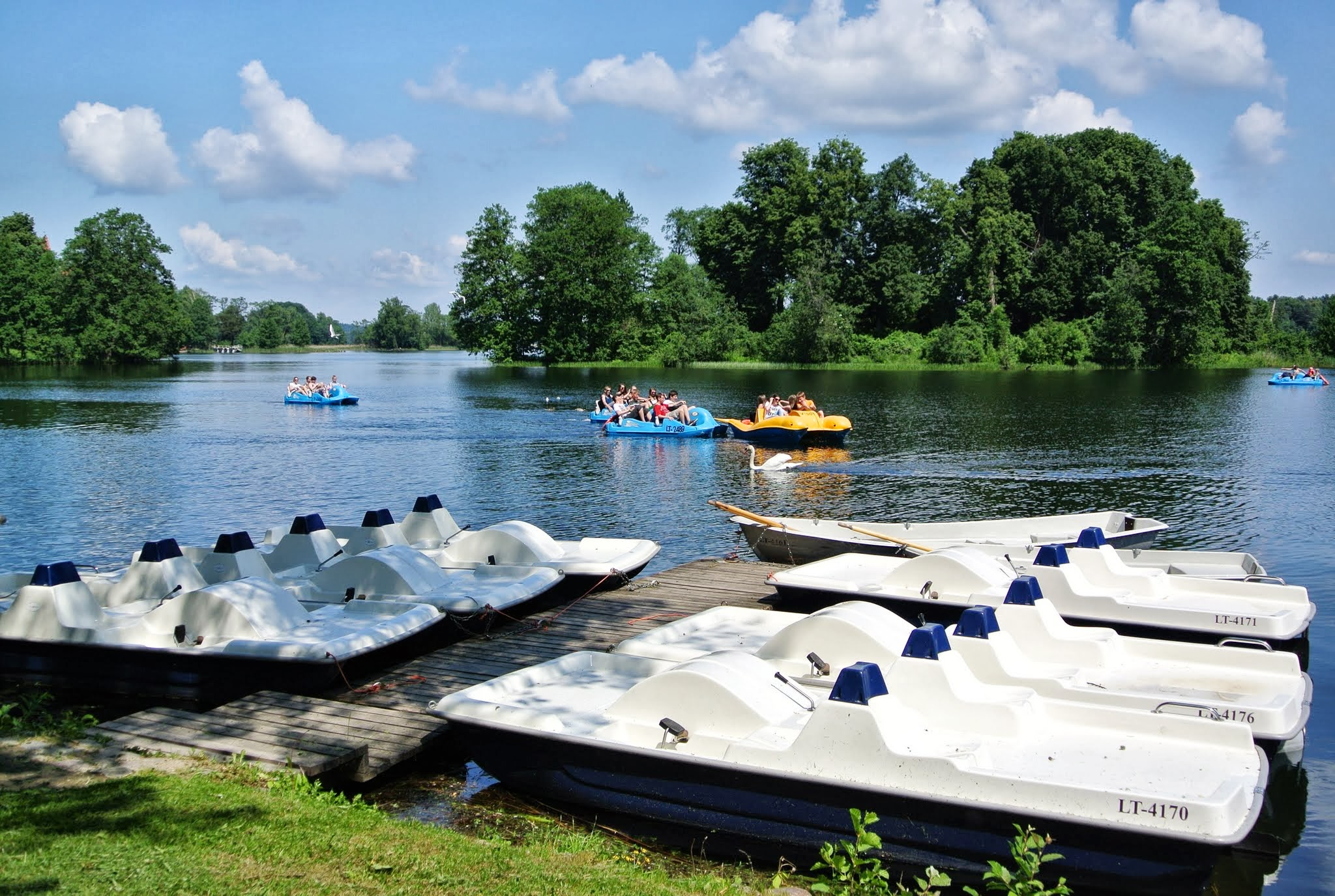
Водные развлечения
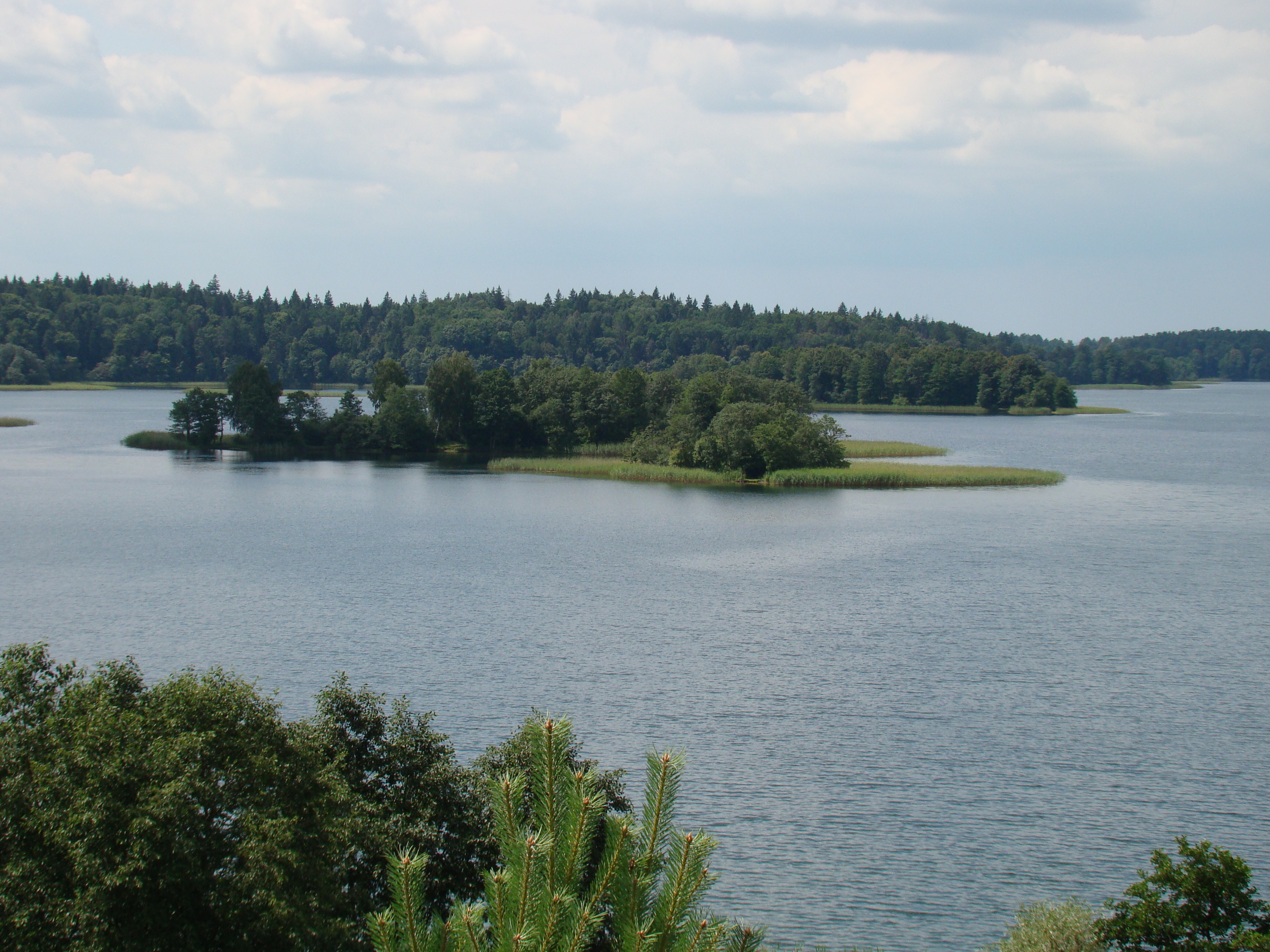
Озеро Скайстис